# 志村けんのだいじょうぶだぁ
『志村けんのだいじょうぶだぁ』（しむらけんのだいじょうぶだぁ）は、フジテレビ系列で1987年（昭和62年）11月16日から1993年（平成5年）9月27日まで毎週月曜日 20:00 - 20:54（JST）に放送されていたお笑いバラエティ番組で、別のお笑い番組『8時だョ!全員集合』で活動していた志村けんと松本典子に、新たに田代まさしを加えた3名が司会を務めた。
志村けんの冠番組であり、同じくフジテレビ系列のコント番組でウッチャンナンチャンの内村光良が座長を務める『笑う犬』との共通性がある（笑う犬#内村光良と志村けんの発案を参照）。2007年（平成19年）から2020年（令和2年）まで単発スペシャル番組（後述）として年3、4回放送されていた。

## 概要
1987年11月からスタートした志村冠のバラエティ番組である。志村がドリフターズメンバーから離れて主演する二本目の冠レギュラー番組であり、『志村けんの失礼しまぁーす!』（日本テレビ系）を引き継ぎ、ロケーション部分を排除し、コント番組に改めた番組である。その後もタイトル・時間帯等の変更を続け、志村が2020年3月29日に死去するまで30年以上に渡り、フジテレビの志村のコント番組は継続されていた。『ドリフ大爆笑』や当番組以降のフジテレビにおける志村の冠番組と同様、所属事務所であるイザワオフィスの単独制作クレジットであり、番組の著作権はイザワオフィスが所有している。
番組タイトルは、TBS系『加トちゃんケンちゃんごきげんテレビ』（『加トケン』）のコメディドラマ「THE DETECTIVE STORY（探偵物語）」（以下「探偵物語」）で志村が扮していた「だいじょうぶだぁ教」から来ている。
前後パートに分けられ、コントは前半パートに詰め込み、後半はクイズやゲームといったお遊び要素のあるコーナーを配して、改編期などを除き全編コントとすることを避けた。これは、「1時間全部コントを流すと視聴者に飽きられる」とする志村の考えに基づくもので、『全員集合』や『加トケン』でも行われた構成手法である。コント部を前半に配置するのは「一番見せたいものを先に流す」とするこれもまた志村の意向である。番組の打ち合わせは毎週水曜日だった。
レギュラー時代から、通常の放送とは別に不定期に2時間スペシャルが放送されていた。レギュラー番組終了後も、2007年から志村が死去した2020年まで主にコントを主体とするスペシャル番組として不定期放送されていた（後述）。

## 出演者
志村以外にはお笑い分野で活動していた芸能人がおらず、ミュージシャン（田代まさし・桑野信義）、俳優（石野陽子・柄本明）、アイドル（松本典子・森口博子・松居直美）、モデル（飯島直子）など、多方面の分野から出演者やゲストが起用された。
だいじょうぶだぁファミリーは過去4度コントの舞台公演を行っている（1989年本多劇場〈東京・下北沢〉8月6日 - 13日、1990年8月22日 - 28日、1991年8月22日 - 28日前進座〈東京都武蔵野市吉祥寺〉1992年サンシャイン劇場〈東京都豊島区〉8月1日 - 5日）。また、金曜ファミリーランド枠で1990年10月26日に「志村けん&田代まさしとだいじょうぶだぁファミリー第二回公演」が、1992年10月5日には第四回公演（8月2日収録）が放送された。クレジット順はメイン三人→レギュラー（開始時は二行表記で1990年7月以降は1行表記）→ゲスト→だいじょうぶだぁギャルズの順番に流れる。

### メイン
- 志村けん（1987年11月 - ）
- 田代まさし（1987年11月 - ）
- 松本典子（1987年11月 - 1992年12月）

### レギュラー
- 石野陽子（現：いしのようこ）（1987年11月 - 1992年12月）[注釈 6]
- 桑野信義 - 初代ルーレットマン。
- 伊藤智恵理（1987年11月 - 1990年1月）
- 渡辺美奈代（1988年9月 - 1990年3月、1993年1月 - ）- 初期は主に後半コーナー出演だったが、後にコントにも参加。
- 我妻佳代[注釈 7]（1988年2月 - 1989年3月）
- 松居直美（1992年4月 - ）
- 岡本夏生（1992年4月 - ）
- 飯島直子（1992年 - ）
- 本田理沙（1993年1月 - 、レギュラー終了後のスペシャルにも出演）
- 大家由祐子（1993年）
- 三浦理恵子（1993年） - 乙女塾2期生・歌手コース出身であり、当時CoCoの一員だった。
- 森口博子 - 初期は主に後半コーナー出演だったが、後にコントにも参加。
- すわ親治（怪しい流し、末期）
- 山崎まさや（志村の付き人時代、のちにだいじょうぶだぁファミリーというくくりでまとめてクレジット）
- だいじょうぶだぁギャルズ
  - パンプキン（城山美佳子・林千春→小川真澄）
  - 杉美雪（現・杉浦未幸）
  - 木戸由利子
  - 植村明子
  - 河田純子
  - 栗原由季
  - 鳥海まゆみ
  - 東京パフォーマンスドール（木原さとみ・川村知砂）

#### 主に後半コーナーの出演
- 河野景子（当時フジテレビアナウンサー、1990年4月 - 1991年3月）
- 千堂あきほ
- ribbon（アイドルグループ’）
- CoCo（アイドルグループ’）
- Wink（アイドルグループ’）
- えちご純平（2代目ルーレットマン、当時志村の弟子）
- 赤瀬広重（3代目ルーレットマン、当時志村の弟子。 - 1990年9月）
- 片岡佳樹（現・夢麻呂、4代目ルーレットマン1990年10月 - 、のちにだいじょうぶだぁファミリーというくくりでまとめてクレジット）

### 単発ゲスト
- 太地喜和子 - 死去した際は追悼番組が放送された。
- 研ナオコ
- 柄本明
- 矢崎滋
- 可愛かずみ
- コロッケ
- 渡辺徹
- 萩尾みどり
- 八代亜紀
- 松本伊代

## 主なコント・キャラクター

### 変なおじさん
第一回から続く『志村けんのだいじょうぶだぁ』発で最も有名となった志村のキャラクターであり、コントである。

### ご存知!じいさんばあさん
第一回から続いた変なおじさんと並ぶメインコントの一つ。婆さん（志村）、爺さん（田代）、孫娘ののりこ（松本、熱海ゴルフ編の際にテロップでひらがな表記であることが判明）の3人がコタツに入り世間話をするが、婆さんは隙あらばダジャレや小ボケ、替え歌などのギャグ（後述）を入れて話を脱線させ、爺さんが延々とツッコミ続ける、というのがお決まり。アドリブもふんだんに挿入される。なお、孫娘は松本降板以降、渡辺美奈代にバトンタッチした。
開始時に「御存知!じいさんばあさん」というタイトルスーパーが表示され、舞台の幕が上がると3人が座っている段取りである。オープニングBGMは村松健の「NIGHT FLIGHT」。なお、初期においては幕のシーンがなく、オープニングBGM（アニメ『ハイスクール!奇面組』のもの）をバックに3人が座っているという形式だった。
番組開始から半年ほどは公開収録版とスタジオ収録版が週代わりで交互に放映されていた。のちにスタジオ収録版は消滅し、隔週になった。なお、番組末期の1993年においては稀に放送されることがあり、その場合はスタジオ収録版だった。
このコントは定番のギャグ、いわゆる「お約束」の宝庫で、田代と志村の「婆さんや!」「爺さんや!」の掛け合いで始まる。時には「婆様…」「爺様…」と暗い掛け合いをすることもあった。その後も隙あらば往年のヒット曲の一節や替え歌が飛び出す。一例として以下のようなネタがあった。
- にっちもさっちもいかなくなると「にっちもさっちもどうにもブルドッグ、ワンッ!」（フォーリーブス「ブルドッグ」）
- 松本が学校で聞いた間違った噂話をすると「噂を信じちゃいけないよ」（山本リンダ「どうにもとまらない」）と歌ったあと、志村が持つウッドブロックの音に合わせ股を突き出す。
- 「ボケてんじゃねぇよ!」「ボケにしないでよー、（右手を上げ、下ろしながら）ジャカジャン!」（山口百恵「プレイバックPart2」）。のちに右手を下ろす時にフェイントをかけるようになった。後半のゲームコーナーのタイトルコールでも「ジャカジャン!」だけ使われていた。
- 「とぼけてんじゃないよ!」「とぼけた顔してバンバンバーン、バンバンババババババババーン、（互いに笑ったあと）ババババンバン!」（ザ・スパイダース「バン・バン・バン」）
- 「その話は置いといて…」と田代が荷物を置く振りして話題を変えるが、志村がその荷物を持っていく振りをしてコタツの前に戻すと、前の話題に戻る。
- 「甘えんじゃない!」「爺さん、甘えてばかりでごめんね（ごめんなんしょ）、婆さんはとっても寂しかったの」（青山和子「愛と死をみつめて」）
- 「嘘ばっかついてんじゃねぇよ!」「うっそ!タカタタンタンタン、タカタタンタンタン（ピンクレディー「UFO」）手と手を合わせて幸せ、南ー無ー（「お仏壇のはせがわ」）」[注釈 9]。
- 「俺の事嫌なのかよ？」「イヤ、イヤヤ、ヤンヤ、ヤヤヤヤ!ひとりぼっちは嫌～よ、イヤ!」（両手を横に振りながら）（ザ・ピーナッツ「悲しき16才」）
- 「誰のせいなんだよ!」「誰のせいでもありゃしないー、みんなおいらが悪いのさー、あーチンポコチンポコリーン」（「やっぱりお前が悪いんじゃないか!」とツッコまれて）「ベイベー、おれの負けだ～」たまに「ベイベー俺の負けだガッテム」と言うことがある（尾藤イサオ「悲しき願い」）
- 「なんで○○なんだよ!」「なんでなんでなんでぇ、どしてどしてどぉして、そんなに東京がいいんだろぉ（大げさに歌うため歌詞が聞き取れない）、ぼーくは泣いちっち、横向いて泣いちっち」（守屋浩「僕は泣いちっち」）
- 「だから!」「だからいつもそばに置いてねー、（大げさに手を振りながら）あなた好みの、あなた好みの…」（奥村チヨ「恋の奴隷」）
- 「（松本に対して）この子はヘンテコリンな子だねぇ」「ヘンチョコリンなヘンテコリンな娘ー、嫌だよアッハーン!」（谷啓「ヘンチョコリンなヘンテコリンな娘」）

爺さんと婆さんの応酬がいくつか続き、最後に婆さんが言う「いっぱい笑ったな」が締めくくりへの合い言葉になる。孫の松本が婆さんと爺さんに関する縁起でもないボケをかまし、爺さんと婆さんが素直にそれを聞いたかと思ったら「バカヤロー!」と孫を罵倒、「勝手に殺すな」「まだまだ生きるぞ、もう終わろう」などと言うパターンもある（ただし、前述の言動をせずに「死んだ人の悪口言うんじゃない」と言うことがある）。
その後、3人はこたつの前に座りお笑い三人組の替え歌に手の合図を交えて「アハハ、ウフフ、エーヘヘのオーホホでダッフンダ!ぼくらの合言葉はダッフンダ!それでは皆さんまた来週（「またあとで」、年末では「また来年」の場合もあり）、バイ!」と歌って締める（植木等の「ハイそれまでョ」の一節を唄って締めるパターンもあった）。
派生として、1993年に「婆様と爺様のセレナーデ」（吉幾三作詞作曲）なるCDが発売された。この曲を番組内で発表した回には吉幾三がゲスト出演した。初回出荷枚数は10万枚を記録した。のちに、『志村けんはいかがでしょう』のエンディングテーマとなる。
番組の告知コーナーとしての役割もあり、舞台公演の告知、「ウンジャラゲ」のCD発売告知等をじいさんばあさん内で行っていた。

### 泥棒
志村と田代が泥棒に扮し、富豪宅や寺から金目の物を盗むコント。中には銀行の金庫破りコントもある。その1からその7・8まで存在。

### ヤクザコンビ
田代と桑野のヤクザのコンビが暴れたり、ケンカしたりとさまざまな行動をするコント。

### アダルトビデオ
柄本明をゲストに迎えたコント。AVを借りるべく、レンタルビデオ店を訪れた中年男（柄本）は、女性客の目が気になってどうしてもAVをレジまで持って行けない。AVコーナーと一般作コーナーを行ったり来たりする中、ようやくAVを手に取りレジへ向かうが、店員は聴力及び視力が悪いという老齢女性（志村）であった。レジの操作方法が解らないという志村は、柄本が借りようとしているAVのタイトルを紙に書こうとするが、視力の低下ゆえにタイトルを読み取れない｡そこで、柄本に読み上げてもらおうとするが、AVを借りようとしていることが女性客に知れ渡ることを気に病み小声で回答した柄本の声を、聴力の低下ゆえに聞き取れず何度も聞き返しているうちに柄本の声は次第に大きくなる。結局柄本は、そのやり取りを耳にした複数の女性客に取り囲まれた挙げ句に失笑されたり、嫌悪の表情を呈されたりし、借りようとしていたAVのタイトルを全て読み上げた直後にキレて「借りない!」と声を荒らげて店を後にした。『だいじょうぶだぁ』レギュラー時代から放送され、現行のスペシャル版でも復刻版が放送された。

### 殺し屋
志村と田代が殺し屋のコンビになってライフル銃でとあるマンションの空き部屋から、ターゲットを狙撃する。しかし2人は準備の前にボケをしていた。
第一回は犯罪組織のボス（桑野）がターゲット。ターゲットを仕留め、志村と田代は喜んでじゃんけんをして引け揚げようとした時、そのボスが瀕死の状態で逆襲に現れた。どこで分かり?あんな遠い距離で来たか分らないが?殺し屋のコンビは互いに相手が撃ったと誤魔化していたが、ボスは撃とうしたと瞬間に力尽き、コンビはその場を逃げおおせる。
第二回はあるマンションに住む女性がターゲット。その女性は着替え中であり、女性の裸を見たコンビは鼻血を出して股間を大きく膨らませながら大喜びする。
第三回は再び桑野演じるボスを撃とうしたら、狙われていると気づき、騒いで逃げると思いきや、窓を開けて大きな大砲を用意した。これは「撃てるものなら撃ってみろこれで撃ち返してやる」という警告で、志村が撃とうとしていたものの、これを見て田代にライフル銃を渡し彼が撃とうとしたが、結局驚いて倒れた。
次はあるビルの組織の者がターゲットだったが、隣のビルで待ち伏せされて組織の者が反撃の用意をし、多数のライフル部隊が窓から出てきた。殺し屋のコンビは「ママお出かけの時間よ」、「うんそうね」と言って逃げた。
次はあるターゲットを狙い撃ったが、そのターゲットが入るビルごと破壊してしまった（既存のビル爆破解体の映像）。殺し屋コンビは驚いて「ごめんなさい」、「ごめんね」と謝って何とかしようともう一発撃ったら、ビデオの巻き戻しのように元に戻った。
元に戻った際志村が「私が引田天功です」とボケるパターンも存在する。

### けん&陽子 夫婦の会話
1989年8月7日に始まった志村と石野が夫婦役を演じるコント。毎回、志村のゴルフや出張などで早朝5時に起きなければならない設定。布団に入る際、夫役の志村が「明日5時起きなんだよ!」と呟き、妻役の石野が「ご!ご!ご!5時!?」と聞き返すパターンで始まり、様々な掛け合いが展開された。
- 石野が「あたしのことを愛してないでしょ!!」と言うと、志村が何度か「愛して〜る〜」と歌ったり、はぐらかしながらも「陽子、愛してるよ」と返し、石野が音楽に合わせて喜びの舞をする。
- 衝動買いや家事の失敗を志村に叱られた石野が「そんなこと言う（そこまで言う）!」と言うと、志村が「言うよー！」、二人で「早見優、北天佑、醤油、ラー油、アイラブユー、（ハイタッチ風のポーズをして）んーん、仲直り」「うん！これが、たまらん!」（2人で腕を鶴のような形をさせ「パピアントクアント〜」と言う時もあり）の掛け合いで無事に収まるもの。"北天佑"の部分は、彼の現役引退後に「北天佑、引退」となり、千代の富士引退後は「千代の富士も引退」が加わった。さらに大乃国や旭富士、北勝海も引退とともに名を連ねた。貴花田や若花田、舞の海、曙が台頭後には続けて「貴花田がんばれ」「若花田がんばれ」「舞の海もがんばれ」が追加された。
- 春日八郎の「お富さん」に合わせて、足の動きを中心としたダンスを二人で踊ることが何度かあった。初回は石野の照れが強く動きが硬かったが、何度か気を重ねるごとに足の動きのキレが志村に劣らないものに進歩していった。ただし、終盤の激しく腰を突き上げるように動かす所だけは、最後まで石野はついていくことはできなかった。

たまに志村が途中にフェイントで動きを辞めてしまい、石野が「ずるい〜」「ちゃんとやるって約束したじゃ〜ん」などと言うときもある。
- 中には夫の志村が布団にモソモソ隠れ入って、それを妻の石野が様子が可笑しいので布団を除いて、開こうとしたら、夫があの「変なおじさん」だったパターンもあり、スタジオにいる他のだいじょうぶだぁファミリーと共に恒例の「変なおじさん」のオチに流れていった。なお、変なおじさんだった理由は「（変なおじさんの）出番が無かったから」とコント内で語っている。ボケとして出番が2回で終わったイエイエおじさんや後述のコイケが登場したことがある。
- ひと騒動終わり寝たあとに、志村が寝言で後述の「コイケ〜！」「コイケバカタレガ」、石野が眉をひそめながら「なんということを！」と言っていた。
- 最後は、朝を迎え明るくなり、志村が「寝てねーよ。一睡も出来なかったよ！」と言い、石野も「私も」と言い、その後志村と石野がカメラを手招きで呼び、カメラが近づいたところで、2人で両頬を手で2回ずつ撫で「フゥーーー」と手を出すとカメラが遠ざかっていき、コーナーが終わる。

### ボケ老人
爺さん（志村）と息子の嫁（石野）のコント。
爺「陽子さんや、メシはまだか?」→嫁「おじいちゃん、さっき食べたでしょ?」、爺「バアさんの姿が見えないけど、バアさんどこ行った?」→嫁「何言ってるの!お婆ちゃんは3年前に死んだでしょ?」の会話が繰り返される。その嫁がふと姿を消すと、そこに「ただいまー」と本当の娘（松本）が帰宅し、さっきまでいた「嫁」は、家族の外出時に爺さんの世話を頼んだ近所の人で、この間、爺さんは本当にご飯を食べさせてもらっておらずひどい扱いを受け続けていた、また婆ちゃんも存命で「元気に温泉旅行に行ったでしょ!」というようなオチがつく。
バリエーションも多く、番外編で爺さんが老いた子連れ狼として登場したこともある。大五郎に「バアさんの姿が見えねーんだけど」と尋ねると、「さっき食べちゃったじゃないか」と答えられる。また、「忠臣蔵」（赤穂事件）のコントで、「吉良上野介」がボケ老人の爺さんで登場して、石野は吉良の世話係か吉良の息子の嫁で登場して、お馴染みの吉良「陽子さんや、メシはまだか?」→石野「おじいちゃん、さっき食べたでしょ?」、吉良「バアさんの姿が見えないけど、バアさんどこ行った?」→石野「何言ってるの!お婆ちゃんは3年前に死んだでしょ?」の会話が繰り返した。なお、吉良の部屋にある布団が見つかり、まだ暖かいでそんなに遠くに行っていないあのシーンが吉良こと爺さんのオネショしているシーンになっていた。そして「赤穂浪士」たちに見つかり仇討ちをし、最後に「好きになった人」で終わらせた。

### シンクロナイズドスイミングコント
志村と田代が女性シンクロナイズドスイミング選手に扮し、市民プールや銭湯、果ては街中やファッションショーでシンクロ的なダンスをする。当時ソウルオリンピックで銅メダルを獲得し、注目度が高かった小谷実可子・田中京コンビをモデルにしたもの。

### 相席の人物
舞台は主に定食屋。サラリーマンの志村が先に店に入って席についていたが、後から入ってきた柄本と相席になる。初対面の二人は言葉を交わさず、柄本は志村の言動などを真似てみたりする。主なボケの流れは以下の通り。
1. 志村が「A定食にしようかな?」と言うと、柄本が「じゃあ私もA定食にしようかな」と返すが、続いて志村が「でも野菜不足だから野菜炒め定食にしようかな」と言い、柄本も「確かに私も野菜不足だから野菜炒め定食にしよう」と言って、柄本が「野菜定食で」と頼むが、結局志村はコロッケ定食を注文する。
2. 注文する際にお互い牽制して「先に注文していいですよ」と譲るが、結局志村が躊躇なく先に注文する（逆に柄本が先に注文するパターンもある）。
3. 料理の待ち時間で、柄本が志村の言動を真似したりする。時々柄本が志村のフェイントに引っ掛かり、真似できないハプニングもある。
4. 料理が運ばれてくると柄本が自分の注文した料理に文句をつける。その後、志村の頼んだ料理から志村が目を離している隙に盗み食いをする。これを志村に指摘されると、「みそ汁炒め定食」や「刺身そば」など盗んだものに応じてかなり無理のあるデタラメな料理の名前を言う。ところが、志村はその料理の存在をあっさり信じ、食事を続ける。このやり取りが何度か続く。
5. 結局志村が「ジャンボエビフライ」や「ジャンボ餃子」など特大の料理を注文して、それも柄本が食べて大オチ。

このコントは本番組から放送されている名物コントで、リメイク版が『志村けんのバカ殿様』や『志村けんのだいじょうぶだぁII』などでも放送された。

### 田代・桑野の正しい例と志村のギャグの例で終わるコント
志村・田代または桑野が正しい例とギャグの例をするコント。刑務所からの出所風景や、結婚式でのケーキ入刀場面、刑事モノや忍者モノなど、田代・桑野は正しい例で一度で終わるが、志村はギャグ的演出が繰り広げられ、一度だけでなく3・4パターン展開される。

#### あぶない刑事
「田代・桑野の正しい例と志村のギャグの例で終わるコント」の部類の一つで、1986年から日本テレビ系で放送されているドラマ『あぶない刑事』のパロディ。志村と田代扮する刑事があらゆるシチュエーションを演じる。本家のキャラクターに合わせようとしている田代刑事とは対照的に、志村刑事は田舎訛りの堅物である。「もっともっとあぶない刑事」の回は、DVD収録では「危険な刑事」のタイトルに差し替えられた。

#### 与力VS悪代官
「田代・桑野の正しい例と志村のギャグの例で終わるコント」の部類の一つで時代劇モノ。田代扮する与力が志村と桑野がそれぞれ扮する悪代官を追い詰める姿が描かれる。与力・田代を奈落に落として返り討ちにする悪代官・桑野とは対照的に、悪代官・志村は「バカやろぉん」等の独特な喋り方が特徴で、与力・田代を返り討ちにしようとして必ず失敗に終わる。

### 「威勢」の名がついた店
田代と典子のカップルが「威勢」の名がつく店に立ち寄ると、そこの店員たち（志村、石野、桑野、渡辺ほか）が同じセリフを一人ずつ順に連呼していくコント。

### ひとみばあさん
志村演ずる"ひとみばあさん"。度の強い眼鏡と「ひとみ」と書かれた前掛けが特徴。あだ名は「ひーちゃん」。ゴルフのキャディや温泉宿のマッサージ師などで登場するひとみ婆さんのずれた言動や行動に、客の田代（肥後）がさんざん振り回される。また、いつも「ファンファンファンファン」と荒い息をしている。田代（肥後）に息を注意されたときに息を止めることがあり、苦しくなって大声を出して「息はしていいですか?」と聞いて、「息はいいよ、死んじゃうでしょ!」とツッコまれる。
孫がいるらしく、田代（肥後）との会話にもよく登場している（孫から「おばあちゃん、なんでファンファン言ってるの?」と質問され、ひとみ婆さんが「特に意味はねえだよ」と答えて、孫と大笑いしたという話をする）。
他に、1993年からひとみ婆さんを応援するソング（永井真理子の「瞳・元気」）が登場した。
2010年代には不定期ではあるが、北島三郎の「詠人」の冒頭部分が登場曲として使用されることがある。いろんな店もやっているが中の人は誰もいない。
2016年9月15日、湖池屋が発売するムーチョシリーズのキャラクターに「ひとみおばあちゃん」名義として就任することが発表された。

### デシ男
田舎から出てきた世間知らずで、逐一「箸の持つ方」と確認しないと左右もわからない男（志村）が、様々な職業に就き先輩（田代→肥後・石野→井上→優香→丸高）から指導を受けるが、やる事すべてが珍妙な失敗に終わり最後はクビになる展開のコント。緊張すると「デシッ」と言ってしまう癖がある。最初の頃では、「デシッ」という台詞無しでこのキャラを演じることもあった。
また、田代→肥後がデシ男のように失敗ばかりする役に扮したコントもあった（外見は「じいさんばあさんコーナー」の爺さんに似ている）。このデシ男コントは、後継番組の『志村けんはいかがでしょう』でも引き続き放送された。中でもビアガーデンでビールを溢すコントは、数回リメイクされている。桑野→上島と松本→和歌子→みひろ→多岐川も注文する。

### イエイエおじさん
気弱で度々ピンチに陥るが、「イエイエ」と言っているうちにピンチを脱したり、幸運が転がり込んでくるおじさんのコント。シチュエーションが限られていたため、実際の放送回数は僅か2回に終わったが、志村は「捨てがたい雰囲気がある」と語ったことがある。

### 座高市
『座頭市』のパロディ。志村が座高がとても高く非常に足が短い座頭に扮し、悪者に襲われている娘を助けるが、その座高と足の短さゆえに、悪者を倒したのは良かったがどうも今ひとつ決まらず、ずっこけてしまう。

### 屋台
志村が店長の屋台（主におでん）が舞台。客の柄本が突然笑い出し、志村が「どうしました?」と聞くと柄本が「実は今日お金持ってきてないの」と返し、志村が屋台を倒し屋台の屋根が柄本の頭を突き破る。

### バイオレンス親父
母（石野）と娘（松本）のいさかいにキレまくる親父（志村）が、見境なく家の中を暴れまわって壁や障子を破りながら二人を殴りまくって血みどろにし、二人が耐えかねて家を飛び出した後に少しへこんでオチがつく。志村が全編クライマックスの如きハイテンションで一気に演じきるストレートな展開が特徴で、全般的に緩急やギミックの妙が駆使されている志村のコントの中では、珍しい部類のものである。

### 好きになった人
1989年5月29日から登場。シリアス調や日常生活などのコントの途中で突然BGMが変化し、都はるみの「好きになった人」が流れてくると、だいじょうぶだぁファミリー全員が画面内に登場し、曲にあわせて盆踊りを踊るコント。踊りは「変なおじさん」のダンスにも似ているが、この踊りは志村がクラブのホステスらとカラオケに行った際、そこでホステスたちのその踊りを見た志村がコントに取り入れた。最後は画面全体にモザイク処理がかかりコントが終わる。
中には、スタッフ（カメラマンとコントロール室のスタッフは除いて）も一緒に踊るパターンもある。また、1時間コントの回のエンディングはこれで締められる。
また、回によっては曲が流れる前に「誠にお名残惜しくはございますが、最後はこの曲でお別れ下さい。」のアナウンスもあった。このコントの主な採用例としては、下校告知のほかにも、当時中島みゆき「あした」がCMソングに使用されていたKDD（現・KDDI）のCMパロディ（本家のCMにはない空港での搭乗案内のアナウンスに続いて「誠に…」のセリフが加わる）や、1989年11月6日放送分で使用されたフジテレビのクロージング映像を映し出し、放送終了を告げるアナウンスに続いて「誠に…」のセリフが加わったり、陸上競技コントの際にも「誠に…」のセリフこそなかったものの、「位置について、よーい…」の合図に続いて、一息置いてから何曲か別の曲が流される光景が繰り返された末、最終的にこの曲で締められるなど多数あった。
これ以外でも機械の動作音などがこの曲のイントロに変調するコントも存在した。以下にその採用例を挙げる。
1989年11月13日放送分：提供スポンサーの大塚製薬が販売する「ポカリスエット」の自販機で、当たりかハズレかを判定するメロディから変調する。
同年12月11日放送分：心電図のチェック音から変調する。
1990年3月5日放送分：会社オフィスの電話の呼び出し音から変調する。
同年3月12日放送分：オートバイのヤンキーホーンから変調する。
同年5月7日放送分：救急車のループサイレン音から変調する。
2時間スペシャル放送日の1989年10月9日のエンディングでは、スタジオでのメンバー全員が整列して挨拶を行った後、そのままこのコントに変化した。

### 博士と助手
博士（志村）が助手（田代）に新しい発明品ができたことを告げ実験を始めるが、マシーンに入れたものが予定とは別の物に変わるというオチ。最後は、助手役の田代か松本らがマシーンに入れられて（志村自らも入る場合もある）大オチへと繋がる。人体実験（石野と合体する）で志村が自ら入った時は、変なおじさんに変身した。この時は石野が着ている服の後ろに張り付く形で登場。入り動作させると美女になるというマシーンに石野（不細工に化粧されていた）が入った際はなぜか別人のおばあちゃんになってしまい、そのおばあちゃんが田代へ握手しながら「ありがとない」といいズッコケさせるオチもあった。

### ケンタッキー
元々は『新春かくし芸大会』（フジテレビ系）におけるハナ肇の「銅像」のオマージュ。ハナよろしく桑野信義がケンタッキーのマスコット人形、カーネルおじさんに扮し、店頭に立っているが、志村や田代がイタズラして壊そうとしたり、八つ当たりで殴る。オチに水をかけられ激怒し（回によっては墨汁や泥水もある）、「このヤロー!」、「痛ぇじゃねかー!」、「お前ら!今度は許せねぇからな!待てこのー!」と追いかける（動作をとる）。また、上記のデシ男（店員役）がカーネル人形の掃除をするという設定で、イタズラをする回もあった。

### 必殺
『必殺シリーズ』のパロディ。レギュラー陣やゲストが中村主水、念仏の鉄、飾り職人の秀、三味線屋の勇次などの仕事人に扮して代官屋敷の悪党を片っ端から仕置していく。また、『必殺シリーズ』ではない『影同心』の金子信雄が演じる柳田茂左衛門が蛤の貝殻で相手の睾丸を握り潰す殺し技も使われている。秀が屋根を上ったら重みで埋まってしまったり、鉄が障子越しに骨外しを決めた相手がテレビだったり、勇次が三味線糸で吊った相手に逆に引っ張られたりした。最後の代官は、志村扮する仕事人に倒されるも生きているというオチを繰り返した後、志村のオナラでトドメを刺されるというのが定番であった。後に『志村けんのバカ殿様』でもたびたびこのコントが作られた。また、このコントには本家必殺シリーズの一つ『江戸プロフェッショナル・必殺商売人』で仕事人・新次役として出演経験のある梅宮辰夫が秀役でゲスト出演したことがある。

### お地蔵さん
桑野信義が地蔵に扮し、上記のケンタッキーと同様、志村や田代等が水や墨汁などをかけてイタズラをするコント。志村は松本に水かけ地蔵、石野に墨かけ地蔵等と教えられ、最後に田代に糞かけ地蔵と教えられたときに、桑野が激怒する。このコントは『志村けんはいかがでしょう』でも引き続き放送された。

### ウンジャラゲ
1989年の7月まで行われた。

### パイのパイのパイ体操
『ママとあそぼう!ピンポンパン』のパロディ。こども番組の体操コーナー風のセットと衣装でお兄さん（志村）とお姉さん（石野）が登場し、こども役は残りのレギュラー出演者が扮する。だいじょうぶだぁファミリーが男女ペアとなり、
- 男：「パイのパイのパーイ」（と言いながら相手の胸部を触るようなジェスチャーをする）
- 女：「チンチロリーン」（と言いながら相手の股間を触るようなジェスチャーをする）

という体操を1989年の7月から行っていた。この体操は、元々「じいさんばあさん」のコントで使われたギャグから派生したものである。回によってバカ殿様御一行、不良学生、原始人、老人などに扮したバージョンがある。「パイのパイのパイ」というフレーズは同名のコミックソングからの引用であるが、同曲のカバーではない。なお、コーナー開始のBGMにはネタ元の『ピンポンパン』の挿入歌「げんこつくん」（小林亜星作曲）の一部分が使われていた。

### 芸者
柄本明をゲストに迎えたコント。売れないベテラン芸者の志村（けん奴姐さん）と柄本が、控室で若手芸者と雑談をしている。若手の話についていけず、仕返しとばかりに「最近の芸者は…」、「世も末よねぇ」などといびるが、お座敷に呼ばれるのは決まって若手。
残された二人は愚痴をこぼし合う。そのうち柄本が志村に、貸した煙草銭や、立て替えた飲食代を返せだのと、せこい金銭（金額はたいてい10円単位から100円程度と決まっている。初期は350円だったが、以後は段々値下がりしている）の争いになる。志村が覚えていないフリをすると、柄本は「姐さんの"おとぼけ大作戦"が始まった」などと大仰にツッコむ。
志村がその年に話題となった芸能や政治などの時事ネタに話をそらすと、柄本はそちらに気を取られてしまう。「儲かる」など金銭に関係ある言葉が出てくると、柄本は金のことを思い出し猛然と話を戻そうとするが、再び志村が別の話題で話をそらす…という繰り返し。
最後は、女将に呼ばれた二人が座敷の仕事でなく、広間の掃除やトイレ掃除といった雑用を言いつけられずっこける、あるいは嫌々その雑用をやる、で終わるのがパターン。柄本は志村以上の狂気を見せ、志村を笑わせてしまう回も少なくなく、ゲストが出演したコントの中では下記の「トンネル」と並んで定番ネタとなっていた。不定期放送のスペシャルや、後期の『バカ殿様』でも定番化している。
2017年3月15日の放送では、いつものコントセットに志村と柄本が普通の格好で登場して、この「芸者コント」が誕生したきっかけなどをトークしたり、「芸者コント」の第1回放送や「芸者コント」以外の2人の代表する名作コントをVTRで2人で鑑賞するといった特別編が行われた。また、この放送回時点でこの「芸者コント」がこれまで87回行われたことも明かされた。

### トンネル
『ドリフ大爆笑』のコント「トンネル」をだいじょうぶだぁ用にアレンジしたもの。電車内を舞台に、柄本明が演じるサラリーマンと志村が演じる車内販売のお婆さんが中心となり、序盤は「ひとみばあさん」のコントのような志村のボケと柄本のツッコミで進行していく。その後、柄本が買ったお酒がトンネルに突入するたびに量が減っていき、志村はしらを切るものの明らかに酔っており、最後はトンネルでないところで志村がお酒を盗み飲んでばれる、というオチがつく。

### ヤクルトマン
松本典子が危険な目に会うと、「ヤクルトマンだ!」とバットとヤクルトカラーのタイツでやってくるヒーロー。松本がプロ野球選手の笘篠賢治（当時ヤクルトの人気選手）との婚約を発表した事に起因し作られたコント。ヤクルトマンが去る時には、桑野がトランペットで「東京音頭」（ヤクルト定番の応援曲）を奏でる。

### 生きている物体
突然身近にあった物が言葉を喋るようになり、志村がそれに振り回されていくコント。最後は必ず志村にハサミで一部を切り落された物体が断末魔と共に切り口から大量の血を流し、そこへ駆けつけた刑事（桑野）によって志村は何故か殺人容疑で逮捕されてしまうブラックなオチ。

#### 生きている植物
華道家（志村）が植物（声:松本）を使って生け花を始めようとしたら、突然植物が「やめて！」と叫ぶ。ハサミを近づけてもやめるよう懇願する植物に対し、気のせいだと決めつけた華道家は植物の茎をハサミで切り落としてしまう。

#### 生きている電話機
翌日早朝に起床するために寝ようとしていた夫婦（夫：志村、妻：石野）。すると突然、電話が鳴ったので夫が受話器を取ると、電話機（声：田代）は夫に対して何故か「戸上」と呼ぶ。当然夫は否定するも、電話機は冗談だと決めつけて受け入れようとせず、その後もしつこく話しかけてくる事に腹を立てた夫は、ハサミを取り出して受話器のコードを切ってしまう。

### DJコント
番組最初期のコント。志村と田代がDJに扮してミックスを演奏するコント。田代はまともに演奏するのだが、志村は演歌を含む1970年代以前の歌謡曲（2020年代でいう昭和歌謡）や民謡等のレコードを使って、明らかにその場に不釣合いなミックス（レコードの早回し・遅回し）を演奏してしまう。なお、その際に2人が歌の歌詞に合わせて振付をし、最後に片言で「だっふんだ」「サンキュー」等と言い、コントを終えるのがオチ。パンプキンが振りまねで、しのざき美知が歌まねで登場するパターンもあった。

### SOUL DAFFUNDERS
バンドメンバーに扮した虎やライオン等のマペットキャラが、ロックのリズムに合わせ番組内のギャグ（主にだっふんだやじいさんばあさんコント内のギャグ）メドレーを演奏する。このコントでは、志村や田代は声だけの出演である。また、このコントが放送された回の番組ED曲には、このコーナーのギャグメドレーの曲が使用された。

### 任侠コント
相手の組に殴り込みに行くヤクザ（志村）と、それを何とか止めようとする舎弟（田代）のコント。志村の行く先がラブホテルや公衆便所だったり、落とし穴に落ちてしまうオチ。

### 恋人の会話
志村とその回の女性ゲストが、酒場で別れ話などをするトレンディードラマ風コント。恋人同士と見せて、実は志村が人違いに気づかず別れ話を続けるというパターン。

### 団地のコント
ある団地が舞台となっており、志村と石野が様々なシチュエーションに応じ連続したコントを演じていく。最初は志村と石野の新婚生活コントで始まり、途中に志村のボケ老人コントやお花坊の父娘コントを挟みつつ、最後に「5時の夫婦」で終わる｡

### ラッシャー木村
桑野がプロレスラーのラッシャー木村に扮し、喧嘩のシーンになると突如現れ（登場時に流れるBGMは、黛敏郎作曲｢スポーツ行進曲｣、通称｢日本テレビスポーツのテーマ｣である）、仲裁役として宥めるような言葉を残し、最後には「兄貴が待ってるから」と言い残し去ろうとするが、大抵障害物に衝突してしまう。なお、“兄貴”とはジャイアント馬場のことらしい。

### 自動販売機
志村が自動販売機でジュースを買おうとすると、「当たれば1本プレゼント」というルーレットで見事に当たる。しかし、その「1本」はジュースではなく、剣道の1本であり、自動販売機から竹刀を持った田代が現れ、「一本!」と言って志村を竹刀で叩く、というオチ。オチの後、叩かれた志村が田代に「田代覚えてろよ」とひとこと言い、田代が「ごめーん!」と志村の後を追うというアドリブ的なオチも披露された。

### 貧乏母子
萩尾みどりと田代が扮する貧乏な親子が、毎回様々な出来事に遭遇し、一度はハッピーエンドかと思われるのだが、最後に大どんでん返しが待っている。

### 泊まっていい?
志村・石野のカップルが満員で賑わっているバーやビアガーデン、ディスコ等で一杯飲みながら会話するのだが、志村の「今日泊まってもいい？」の一言を発するたびに、無言で反応する周囲の客（田代・松本・桑野など）や店員からの冷たい視線に、恥ずかしさのあまり困惑する。

### おハナ坊
小学生の女の子・おハナ坊（石野）の行動に、父ちゃん（志村）が振り回される1990年7月から始まったコント。おハナ坊の家は、母親が買い物に出て行ったきり帰ってこないという設定。基本的には屋内（家の中）を模したセットでコントが演じられるが、屋外を模したセットで行われる事もあった。このコントは、父子家庭と知的障害児をバカにしていると人権団体から抗議を受けたため途中から一切放映されなくなったが、『志村けんはいかがでしょう』で復活している。2014年の舞台『志村魂』では、志村・いしのコンビで20年振りに復活した。なお、お花坊の坊は子供に対して親しみを込めた呼び方で、けん坊などの使い方をする。お花の「お」は女性に付ける愛称。

### いいよなおじさん
「いいよなおじさん」（志村）が「ぬ～っ」という効果音とともに現れ、「○○はいいよなー」と、注目したものについて周りの人間に講釈をしたり、「いいよなー」と言いつつ人のものを横取りしてしまうコント。たいていは、周囲で話を聞いている人間には気持ち悪がられて、しまいに逃げられてしまう。
派生キャラとして、研ナオコによる「いいよなおばさん」が存在する。「いいよなおじさん」が女性（主に松本や石野）に言い寄るのに対し「いいよなおばさん」は男性（田代や桑野）に言い寄る。また、結局は言い寄った人たちに嫌われて取り残された「いいよなおじさん」と「いいよなおばさん」が一緒になり、「○○はいいよなー」と同時にぼやいたこともある。

### マサシとノリコシリーズ
1989年8月7日に始まったこのコントは大別して2種類あり、松本が田代の行動をエッチな方向に勘違いしてしまうパターンと、志村と石野扮する夫婦が、娘の部屋から洩れ聞こえてくる娘（松本）と男子同級生（田代）の会話をエッチな方向に勘違いしてしまうパターン。夫婦がその会話を勘違いし、慌てて娘の部屋に入ってみると部屋の蛍光灯を交換している最中だった、というようなオチである。番組絶頂期を支えた人気コントの1つ。中には矢崎滋が入り込むパターンがあった。一度だけ、田代と研ナオコバージョンが作られたことがあった。数少ない志村が出演しないコントでもある。

### CMコント
当時流れていたCMをパロディ化したコント。一例として、「うまいっしょ」→「まずいっしょ」「くさいっしょ」（インスタントラーメン）。

#### まにあうかもしれない
1990年に同局のドラマ『やっぱり猫が好き』の出演者であるもたいまさこ、室井滋、小林聡美が出演していたフジテレビのキャンペーンCMをパロディ化したアイキャッチ。志村・石野・松本が『やっぱり猫が好き』の3人になりきったバージョンや、『ドリフ大爆笑』の人気キャラである雷様（田代〈黒〉、志村〈赤〉、桑野〈緑〉）バージョンがある。

#### チャンチャカチャーン
1991年のJR東日本『東北･上越新幹線 東京駅開業』のCMをパロディ化したコント。『ご存知!じいさんばあさん』の3人やデシ男、おハナ坊と父、『ドリフ大爆笑』の雷様、ひとみばあさんといったキャラが相次いで登場し、特にひとみばあさんの場合は乗車前に扉が閉まってしまうことはもちろん、シンバルで叩くときに顔を強打してしまうというオチだった。当時同じフジテレビ系で放送されていた「やまだかつてないテレビ」内でも同様のコントが放送され、チャンチャカチャーンを歌いながら大名行列と腰元の一行が新幹線の中に入っていく内容だった。ただし前述のCM放送エリア以外では何のことか分からない。

### いたずら電話
志村扮する父親と、石野扮する母親と松本や渡辺扮する娘と、家族全員で食事しているシーンから始まるコント。途中で電話が鳴り、母や娘が電話の応対をし、相手が「今、どんなパンツ穿いてんの?」と聞かれ、母や娘は怖がって震えてしまう。母が父にガツンと言ってと言い、父が電話の応対をし、また同じ事を言われると、父が「ビシッ!」や「ガツン!」と本当に言って電話を切り、母にツッコまれる。また電話が鳴り、父が出て、さっきと同じ事を言われると、父が「ちょっと待ってろ」と言い、母のスカートを捲り上げて「赤い毛糸のパンツだ!!」といい、電話を切った後、母に壁を叩きつけられて終了。
田代と松本のコントでも行われた事がある。その後、『志村運送物語』でも一度行われており、上島が応対をし、夏川純のスカートを捲り上げて、「黒のTバックだバカヤロー!!」と言って電話を切り、志村にハリセンで叩かれたのだが、その志村自身も優香にハリセンで叩かれた。理由としては、志村も夏川のスカートの中を覗いていた。

### 冗談じゃねーよ!
コントでオチやネタがなかったり、コントで可笑しくてもう駄目な時、だいじょうぶだぁファミリーやゲスト、エキストラ、スタッフが全員「冗談じゃねーよ!」と散見で言うツッコミ。

### 福笑い
オープニングとCM前に、志村・田代やだいじょうぶだぁファミリーが顔半分を鏡面に映して珍妙な顔を作り、福笑いのような顔になって「だいじょうぶだぁ」と言う（いわゆるアイキャッチ）。同日出演のゲストも同様の収録をして「だいじょうぶだぁ」と言うことがあった。

### キャベツばかりをかじってた（赤ちょうちんコント）
とあるアパートの一室で、一緒に暮らすカップル（志村と石野）がかぐや姫の楽曲である『赤ちょうちん』のBGMに合わせて演技をする。途中までは歌詞の内容を忠実に再現した構成だが、歌詞が「雨がつづくと仕事もせずに キャベツばかりをかじってた」の部分にさしかかると、この歌詞が延々と繰り返されて、二人は何度も生のキャベツを食べさせられる。2人はダウンしそうになりながらも、卓袱台に置かれた食卓塩をかけるなどしてひたすらキャベツを食べるが、回によっては部屋を埋め尽くすほど大量のキャベツを食べさせられる羽目にあう。大量バージョンの場合は志村がヤケクソになって貪り喰い、気持ち悪くなって吐きそうになった挙句に「勘弁して下さいよ!仕事行くよ、俺!」と嘆く。このコントは後に『志村けんはいかがでしょう』でも放送されたほか、『天才!志村どうぶつ園』でもパンくんとこのコントをやった事がある。また、優香とのリメイクバージョンもある。

### 気難しいそば屋
気難しく頑固な店主（志村）が仕切る店が舞台のコント。店主が出てくると同時に専用のBGMが流れる。注文を聞くまではいいのだが、客（桑野他）がタバコを吸ったり騒いだり屁をしたりすると、専用BGMが流れ店主が再び現れて持っている棒（場合によっては包丁になることもある）をテーブルに叩きつけて、「そばににおいがうつっちまうんだよ!」「うまいそばが食いたかったら静かにしてもらえねえか?」と言い、客を黙らせる。いかにも職人然とした振る舞いをしているが、見掛け倒しであり、その後再びBGMが流れて、たぬきそばがくるのだが、そのたぬきそばはカップの方のたぬきそばで、客に「仕事しろ!」とツッコまれる。また、他にも居酒屋や喫茶店版も存在する。最近ではタカアンドトシがゲストの時によく行われる。

### 不衛生な寿司屋
店主（志村）が江戸っ子のノリで客に接する。江戸っ子で威勢がいいのはいいのだが、両手に唾を吐き、客に「汚ねえな!」とツッコまれるも、寿司を握る前に再び唾を吐き、客が「寿司はいらねえ、刺身くれ」といい、包丁片手に刺身を切ろうとする前に店主がお茶を口に含み、包丁に水を吹き、客が「汚ねえな、帰るぞ!」と言い帰った。店主が女房（渡辺）に「何で帰っちゃうんだろう?」と言うと、女房に「アンタが悪いんでしょ」とツッコまれる。

### 怪しい流し
小料理屋（桑野が板前で松居が女将）で飲んでいた課長（志村）・田代・渡辺らサラリーマンたち。課長が流しの思い出を話したことから、電話で流しを呼ぶことに。しかし、やってきた流し（すわ親治）の歌はかなりブラック（放火や犬食など）ないしは下ネタ・ダジャレ混じりな替え歌ばかりで、ついには課長によるハリセンのツッコミが入る。回が重なるにつれ、流しの登場が強引になってくる（呼んでもないのにやってくる、小料理屋に備え付けられたカラオケの歌に割って入る、小料理屋帰りにタクシーを呼んだら運転手が流し、ビヤガーデンに行ったらウェイターが流し）。タクシーの回では、まともに歌えという課長からの要請に応じ、まともに歌ったが（井上陽水の『傘がない』）、まとも過ぎて笑い所がないという理由でハリセンで叩かれた。

### 青い山脈
同名映画のパロディコント。このところ元気がない雪子（松本）を、クラスメイト（志村、田代、石野、渡辺）が元気づけ、同名の主題歌である「青い山脈」のBGMに合わせて5人で自転車に乗って青春街道を走っていくが、突風や豪雨・嵐に見舞われた挙句、最後は落雷の直撃を受けて全員が骸骨になってしまう。BGMも萎れていき、一体の骸骨が崩れ落ちるというブラックなオチで終わる。

### シリアス無言劇
全編を通してシリアスな流れで進む、サイレントドラマタッチの作品。スタッフと飲んでいた際に志村が「人を笑わせられるなら、人を泣かすぐらい簡単な話」と豪語したことが発端となった企画で、志村にとってはスタッフ・視聴者との「勝負」であった。志村は「コントの中に予告なく悲しいドラマを入れることで視聴者を驚かせたかった」と後に語っている。1本あたりの時間が他のコントに比べ長く、30分弱の作品もあったが、基本的にドラマ途中にCMは挿入されなかった。BGMには、主に宗次郎の『悲しみの果て』が用いられた。番組後半のパートもしくはスペシャルで放送。番組内で異色の存在だったが、番組終了までに十数本放映された。以下に主な作品を挙げる（カッコ内は放映時間）。このドラマはDVD各巻に1作品ずつ収録されている。なお、「シリアス無言劇」というコーナー名は俗称であり、実際には正式名称は無い。作品の展開としては、登場人物の一人が物語の中で死を迎えるパターンが多い。
- 老人（志村）が、家に遊びに来た娘夫婦（石野・田代）と孫を眺めながら、非行に走っていた娘の少女時代や、（自身がボイコットした）結婚式の時の様子、娘の出産時（志村は、雪の降るお宮の中で無事に娘が出産することを必死に祈っている）を回想する。そしてそのまま居間で倒れ、死を迎える（8分）。
- 志村が片思いした女性（石野）が失明し、自分の目を犠牲にして助ける。健康になったその女性は、志村に助けられたと知らずに別の男性（田代）と結婚してしまう（9分）。
- 志村と石野の若夫婦が、子供を身篭り、幸せの絶頂にいたが、出産時に石野が死去。悲しみに暮れながらも、生まれたばかりの娘を必死に育てる志村。十数年後、高校生になり、石野と瓜二つになった娘が、志村の為に朝食を作っている。志村はそんな娘の姿を、亡き妻を思いながら見つめる。唯一のハッピーエンド作品（12分）。なお、これがシリアス無言劇の一作目である。
- 今年の日本シリーズで3連敗しているオニオンズ（大毎のパロディ）の監督（志村。西本幸雄がモデル）が、選手たちを応援しながらこれまでの野球人生を振り返る。志村は3連敗からの4連勝に向けて奮起するが、水爆打線を某するホイップス（大洋がモデル）に敗れ監督（田代）の胴上げを許す（不明）。

以下の作品は、DVDに収録されたものである。なお、タイトルはDVD収録の際に付けられたものである。
「父ちゃん起きてよ…」
- だっふんだ編DISC1に収録。元妻（石野）とその息子が、元夫（志村）の墓参りへ行き、元妻が昔に想いを巡らす。2人の出会いから子供をもうけたが、石野は家を出て他の男（田代）の元へ。残された志村が一人息子を育てようと孤軍奮闘するも、アルコール依存症と過労の果てに吐血死。元妻とは存命中に再会を果たせないままであった（20分）。

「私、本当に寂しかったんです…」
- だっふんだ編DISC2に収録。志村と石野の若夫婦は、地方から駆け落ちしてきて貧乏暮らしにも負けず頑張って、日々の生活を送っていた。その甲斐あって、昇給・出世を遂げて生活にも余裕ができ、妻は子供を身篭ったが、それを知らない夫がクラブのホステス（河野景子）と浮気をしていることが発覚。家を飛び出す妻。残された夫は、部屋に残されたお産と育児の本、母子手帳を発見し自分に子供ができたことを知り、急いで妻を追いかけるも、妻は雪の中で目を覚ますことはなかった（28分）。全作品中、最長時間の作品である。

「爺様、海へ…」
- ウンジャラゲ編DISC1に収録。老人（志村）が亡き妻（石野）の遺体の前で自分の一生を振り返る。途中ホームコメディ風の笑いはあるものの、総じてシリアスな作り。最後は妻の遺体を背負い海に入り、妻の後を追うかのような場面で終わる（10分）。これとは別に、墓前でタバコを燻らせながら振り返るシーンもある。

「家族…」
- ウンジャラゲ編DISC2に収録。ある雪の降る日、ラーメン店の主人である志村は意識のない状態でベッドに横たわっていた。その傍らには妻（石野）、息子（田代）、娘（松本）と主治医（桑野）がいる。家族はこれまでの日々を振り返る。自分のラーメン店を持つため、雪の降る寒い夜空の下で懸命にラーメン屋の屋台を切り盛りしていた若かりし頃のこと、努力が実を結びラーメン店を開店したこと、二人の子供に恵まれたことなど、家族みんなが各々の思い出に残る出来事を思い返していた（娘は父親へのプレゼントを贈った日のことや嫁ぐ日の両親への挨拶、息子は非行に走っていた少年時代や更生して社会人になり、おでんの屋台で父と共に酒を飲んだ日のことを思い返す）。志村は、最期に「ありがとう」とつぶやき、家族に見守られる中、静かにその生涯に幕を下ろした（18分）。

ただし、シリアス無言劇と見せかけて、途中から「変なおじさん」や「好きになった人」になる引っかけ的なコントになることもある（総集編でも放映された）。後番組となる『志村けんはいかがでしょう』でも、BGMコントでこの音楽を桑野信義が吹いてボケるというギャグが使われたり、フジテレビ社員（プロデューサー職）のパピアントグッチャン²こと川口誠が現れ、『ろくでなし』で締めることもあった。
シリアス無言劇と見せかけた「変なおじさん」が登場する引っ掛けのオチで終わった作品の一つとして、次の作品がある。
- 娘（石野）が両親のもとを離れ、都会で一人暮らしをはじめるが、父親（志村）が突然倒れてしまう。母親（松本）からの電話を受けた娘はすぐに列車で故郷に戻る。父親との日々を思い起こしていた娘は涙ながらに父親の無事を祈り続けたが、願いもむなしく、家に着いたときには父親はすでに亡くなっていた。しかし、娘が父親の顔に被せられた布を取ると、父親だったはずのその人はなぜか変なおじさんになっていた。なおこの作品では、弔問客（田代）に「変なおじさんだね」と言われ、「あっ…、それ先言うかよオメエ、そうじゃねーべ『何だチミは?』って言わないと、『何だチミは?』って『そうです』『何だチミは?』って言ってくんなきゃダメだよ、なぁ、頼むよ頼むよ、なぁなぁなぁ」と反論するも「もう見ればわかるよ!」と返される展開になっている（10分）[注釈 23]。

このコーナーは番組内でも異色な存在であったが、視聴者には概ね好評であった。しかし、引っ掛け的な落ちで終わるバージョンには「せっかくの感動が台無しになった」など、批判的な感想もあったという。
なお、1992年10月19日に放送された太地喜和子追悼特集のエンディングも、「シリアス無言劇」風に製作された。

### 貧乏親子物語
貧乏父親を扮する志村とその娘を扮する優香を中心としたコント。前述の「貧乏母子」の設定に、「おハナ坊」の「父子家庭」設定と「ドリフ大爆笑」の「松茸コント」を合わせたもの。なお、母親がいないのはスーパーに行ったきり帰って来ないため。
主な内容としては以下の流れがある。
1. 2人が歩いていると、目の前に肥後が経営する食べ物屋（たこ焼き、スイーツ店等）を発見する。場合によっては、金持ち親子を扮する上島・和歌子が来る。
2. 「食べてみたい」と言う優香に対して志村は手持ちの金の分だけの購入と、無茶なお願いしようとするも肥後は「それはできない」「冷やかしでしょ、帰って帰って」[注釈 25]などと言って断る。
3. 優香が間に割って入り「やっぱりいらない」と諦め、志村が「すまねえな…、父ちゃん○○円（手持ちの金の分）しか持ってないから、お前に○○（食べ物の名前）食わしてあげられねぇよ…」と号泣してしまう（場合によっては優香も「お父ちゃーん」と号泣する）。そんな2人が泣き崩れる姿を見て肥後が同情し、肥後が優香に「○○、好きなの？」と聞いたら（当初は聞かれる事はなかった）、「食べたことない」という情けで食べ物をもらえる。
4. 2人で食べようとしたその時、犬に食べられる・自転車で潰される・急な大雨で食べ物が台無しになってしまい[注釈 26]、最終的に2人はショックを受ける、または茫然するという悲劇的な結末となる（というオチで、この時スタジオの照明は落ちている）[注釈 27]。

なお、『志村けんのバカ殿様』の一部の回でも、このコントが行うことがある。

### 終電の酔っぱらい
志村が酒飲み過ぎて寝ていたら、乗り過ごした。肥後が、西船橋（所沢）に着いたら、志村に手前で降りる。

### コイケ
- コイケとはだいじょうぶだぁの演出補、小池正英。
- オチあるいはコント内のボケとして多用された（例：コイケバカタレガ！）。

読売新聞テレビ欄の読者投稿コーナーに同姓であるため子供がいじめられているのでやめてほしいという投稿があった直後からこのコントは放送されなくなった。

### 読書
学生服を着た志村と田代が薄暗い部屋で本を読んでいるが志村達が「これ裸だよ」や「ムチで打たれている」などと言いまるで思春期の学生が成人雑誌を読んでるかのように興奮する。
しかし二人が読んでいたのは小学生向けの動物図鑑であった。

### 高校野球？
悔しそうな表情をした田代が部室に入りロッカーにパンチしたり監督（志村）に「投げる球、投げる球全部打たれる、もう自信がない」と泣き言を入れる、しかしその直後小学生の野球団が登場し「もう帰っていいですか？」と言い志村も相手が待っているというが田代は「（子供相手に負けたため）だから悔しいの！」と叫ぶ。そしてその直後志村からチームのクビを宣告された。

### 志村先生の英語授業
志村が英語教師として登場。渡部恒三のようなスタイルで東北訛り（いわゆるズーズー弁）を混ぜつつ英語を教えるがクラス全員日本人ではなく外国人。生徒に教科書を読ませるがネイティブの発言に「そうじゃないだろう」とツッコミめちゃくちゃな日本語ベースの英語を教える。メガネをした黒人生徒にも発音をツッコんだ後志村が日本語を教えるといい先述のコイケを教え、ラストは「Oh My God!」とクラス全員が叫んだ後に再び「おーまいがっと！！」などとめちゃくちゃな日本語ベースの発音とアクションを教え同じ発音で同じアクションをし、志村が「Very Good!」と笑顔で言いオチがつく。

### 雷様
ドリフ大爆笑のコーナーである「雷様」のパロディ。仲本役が志村でいかりや役が田代、高木役が桑野で本家本物のBGMやセットと共に3人が登場するが収録するスタジオを間違えたといい志村と田代が帰ってしまう。一人残された桑野が高木風のアクションや口調で「ちょっとでもいいからネタを見てくれよぉ」と愚痴った所天井から墨汁が落ちてきて桑野に直撃する。なお、コントのラストで「このコントはフィクションであり実在の個人や団体とは一切関係ありません」と書かれた注意のテロップが表示された。

## 後半コーナー

### クイズなんだろな
クイズコーナー。オープニングは、マイケル・ジャクソンの「BAD」のイントロ部分の後に志村の「なんだろな!」の掛け声に、観客が「なんでもねぇよ!」と返してから、新たにかかる音楽に合わせて進行役の3人（志村けん・田代まさし・松本典子。松本卒業後は、渡辺美奈代が務めた）が登場し、最後は音楽に合わせて一礼。
解答者は基本的に、石野陽子・渡辺美奈代（松本卒業前）・桑野信義にゲストを加えた4人。ただし、回によってはゲストや出題側に回った桑野（後述）の代わりに、松本や田代が解答側になる事もあった。田代まさしが解答者のときは、田代のみわざと紹介し忘れたり、柴田恭兵のものまねをさせるなどしていた。
クイズの内容は、ドッキリを仕掛けてそのリアクションを当てるクイズ、ある曲のイメージ映像を見て曲名を当てるクイズ、方言の意味を当てるクイズ、合唱団5人が別々の歌を歌い、5人が歌っていた曲が何かを当てるクイズがあった。なお歌当てクイズの時は、桑野信義が合唱団5人のうちの一人として出ていた。
出題されたあと、ゲストは司会者に質問してヒントを探っていく。一通り質問が終わったら、志村が「残り10秒です!」と質問を締め切って、ゲストに解答を書かせる。このラスト10秒の間、シンキングタイムのBGMに合わせて、進行役が両腕を前後に動かし、最後のチャイムの音に合わせて股間を突き出すダンスをしていた。初期は松本が恥ずかしがり、ダンスをしなかったこともある。
クイズの正解者には、週替わりの賞品が贈られた。中盤からは赤・青のボックスを用意、ダイヤモンドと毬栗というように賞品にランク付けがされている。正解者はボックスを指名して、中の賞品を獲得できる。指名されなかった賞品は、会場の観客に抽選でプレゼントされた。正解者多数の場合はジャンケンとなる。正解者なしの場合は、司会者が箱を選んで会場プレゼントを決定した。また、1989年8月まではコーナー中に視聴者から送られてきたウンジャラゲのビデオを流していた。

### 人間ルーレット
観客から抽選で選ばれた人が挑戦者になり、巨大人間ルーレットを回す。タイトルコールは「クイズなんだろな」と同じく、マイケル・ジャクソンの「BAD」のイントロが流れた後、志村・田代・松本→渡辺が「人間ルーレット!ジャカジャン!!」と言い、抽選では志村がボックスが無い所に手を突っ込むマネをして田代にツッコまれ、番号を読み上げる際は「（当選番号は）三桁です（実際はそんなにいない）」「2万飛んで…」とボケをかまして、田代が「ない。ない。」と言ってツッコむという流れがあった（時には志村がボケをかまさず、そのままストレートで番号を読み上げるときもあった）。内側でルーレットマン、外側で賞品の書かれたリングが回転するような形になっており、田代が「人間、ルーレット!」の掛け声で外側のリングを回した後、挑戦者がスイッチ操作でルーレットマンを回転させる。
しばらくしてからスイッチ操作でルーレットマンをストップさせる（大抵逆さにされる）と、外側のリングの回転が遅くなり、完全に止まった時点でルーレットマンの頭が示した賞品を獲得する。
ルーレット回転中のBGMは、「だいじょうぶだぁ」のボイスがラップ調で延々と流れるものであった。回転が遅くなるとともに、BGMの速度もゆっくりに（ボイスはだんだん低音に）なっていく。
初期は、挑戦者が実際の舞台でレギュラーキャストが実演する間違いさがしクイズを行い、その正解数（最高4問）によってルーレットの回数が決まった。しかし、4箇所のうち1箇所は非常に分かりにくいものやマニアックなものであり、見つけられない場合が多かった。その代わり、それ以外の3箇所は判定を甘くしており、うろ覚えな回答でも正解にするケースがあり、大抵3回できた。その後、クイズが撤廃され、更に豪華商品の獲得が乱発したこともあって、無条件に3回から1回へ縮小となった。
賞品は、けんちゃん賞（金色のプレートに志村の似顔絵で2箇所、賞品は国際ロータリー旅行主催の海外旅行、ハワイ、シンガポールなど）、マーシー賞（銀色のプレートに田代の似顔絵で2箇所、賞品は国内旅行、北海道、沖縄など）。当初は1989年1月9日から登場の予定だったが、昭和天皇の崩御による特別編成により中止となり、1週間後の1月16日放送となった。それ以外では、ココ山岡のダイヤモンド、カメラ、高級ブランドグッズ、ウォークマン、ビデオカメラ、ステレオコンポ、腕時計、トイレットペーパー1年分、タワシ1年分などが用意された。ただしトイレットペーパーに当たった場合は、志村の裁定でウォークマンなど賞品が追加プレゼントされることもあった。
また、末期に入ってからは外側のリングの賞品エリアにそれぞれ赤・青・緑のラインが引いてあり、観客にそれぞれの色を割り振り、止まった賞品のラインによって観客にも番組グッズが贈られた。
最後に、視聴者から届いたハガキから抽選で1枚を引き、出た目と同じ賞品を視聴者プレゼントしていた。その際志村が「フジテレビの志村さん」と宛名の方を読み、田代にツッコまれる事もあった。けんちゃん賞、マーシー賞の場合、旅行はペア御招待となる。
ルーレットマンの頭が賞品と賞品の境に止まることも数回あったが、判定は甘かった。稀にけんちゃん賞（海外旅行）、マーシー賞（国内旅行）が出そうな時点で、ルーレットマンの頭がその賞品と賞品の境に止まったこともあり、志村の裁量でけんちゃん賞かマーシー賞のマスの所へルーレットマンの頭を持って行って、旅行を獲得させたことがあった。
このコーナーは1991年秋の『FNS番組対抗!なるほど!ザ・秋の祭典スペシャル』でも行われ、予選各ブロック最終問題終了時に4番席に座ったチームが挑戦した。進行は志村・田代の2人だったが、通常と異なり各番組の出演者がルーレットマン役を務めた。賞品は、新高輪プリンスホテルの宿泊券、松茸、柿の種、フジテレビの「目玉マーク」をあしらったお菓子だった。なお、『なるほど!ザ・春秋の祭典』で一番優勝回数の多かったチームは本番組であった。
この人間ルーレットのコーナーは、セガ・エンタープライゼスにより、アーケードゲームやおもちゃなどに商品化された。
- アーケードゲーム：「志村けんのだいじょぶだぁ ルーレットマン」（1992年）
人間ルーレットをモチーフにしたプライズゲーム。緑色のスタートボタンでルーレットが回り、赤色のストップボタンでルーレットを止める。「大アタリ!」（志村けんのイラスト）に止まると大きい景品が、「アタリ!」（変なおじさんのイラスト）に止まると小さい景品が獲得できるというもの。「もう1回!」に止まればクレジット（残り回数）が減らずに再度チャレンジできる。2023年現在も全国の一部のゲームセンターなどで稼働している場合がある。
- おもちゃ：「元祖ゲーム王 志村けんのだいじょぶだぁ 人間ルーレット」（1993年、対象年齢3歳以上）
ルーレットには「志村けん」（大アタリ）、「変なおじさん」、「ひとみばあさん」の絵柄があり、手元には同様に3つの絵柄のボタンがある。コインを入れるとルーレットが回り、選んだボタンと同じ絵柄に止まると、カプセルを獲得できる。なお、「志村けん」（大アタリ）に止まった場合には、ボーナスゲームとして光のルーレットが回り、複数のカプセルを獲得できるチャンスとなる。

### トークコーナー
レギュラー放送末期の1992年頃からは、これらの公開収録コーナーを廃止。代わりに、志村がゲスト出演者とのトークを行うコーナーを設けていた。

## 番組の歴史
単発ドラマ枠『月曜ドラマランド』の後を受け、1987年11月16日にスタート。初回から視聴率20%を叩き出し、すぐに人気番組へと成長した。1988年4月からフジテレビにて21時から放映だった、田原俊彦主演のドラマ『教師びんびん物語』が大ヒット作となり、主演の田原が「志村さんの番組のおかげで、視聴者がそのまま僕のドラマを続けて見てくれている」と志村の楽屋まで挨拶に訪れ、志村が快く迎え入れたという出来事もあった（田原は当番組へのゲスト出演歴もある）。
放送開始後しばらくは10%台後半〜20%台と安定した視聴率を獲得し、同時間帯において本番組とTBSの『ナショナル劇場』のほぼ2強と言われる状態にあったが、1991年4月に「世界まる見え!テレビ特捜部第2期」（日本テレビ）が放送を開始すると両番組で激しい視聴率争いを繰り広げるようになった。それから1年も経たない1991年11月11日には本番組が16.5％に対し「まる見え」が20.5％と、初めて「まる見え」にリードを許した。1988年12月30日には金曜日にOPとEDトークのみ新録の2時間総集編を放送しEDはウンジャラゲが放送。また1991年9月30日は、「なるほど！ザ・秋の祭典スペシャル」に番組として登場し番組は休止。1992年に番組は若干のリニューアルを実行。この年は、3月にTBS『加トちゃんケンちゃんごきげんテレビ』が終了となるなど、志村にとっても過渡期を迎えていた。1991年秋以降、当時の鹿内宏明会長がゴールデンタイムの番組改編を示唆するなど、番組を取り巻く環境は変わりつつあった。1992年03月23日は2時間スペシャルでショートコント・連ギャグ傑作選を放送。1992年4月6日には放送200回突破スペシャルが放送された（実際の200回はそれ以前）。1992年末をもって、開始時からのレギュラーだった石野陽子と松本典子が番組から卒業し、2人が演じた人気キャラクターのコントも終了。以後、新作のコントの代わりに過去の総集編を乱発する傾向が強まったり、公開収録の爆笑お顔の体操コーナーが加わりスタジオコントの割合が減った。そして1993年9月27日、秋の大爆笑大傑作集をもって番組は終了した。番組終了後は『志村けんはいかがでしょう』が新番組として開始された。なお終了直前の1993年9月10日には金曜ファミリーランド枠で大同窓会SPが放送された。
レギュラー放送最終回では、これまでのコント総集編を放送し、最後は出演者全員で「スペシャルでお会いしましょう!」と言い残し番組は終了した。以降のフジテレビでの志村単独の冠番組に共通し、出演者の「卒業セレモニー」はあっても「番組自体の終了」を告げる挨拶は行われなかった。6年間の平均視聴率は、15.9%。
当番組終了後の月曜夜8時枠は当初、当時、木曜夜8時に放送していたドラマ枠をセールスごと移す話があったが、同年6月に終了した「ウッチャンナンチャンのやるならやらねば!」を放送していた土曜夜8時枠にも編成を影響した上で土曜夜8時枠は木曜夜8時に放送していたドラマ枠を移し、月曜夜8時枠はバラエティー番組とし同年火曜ワイドスペシャル枠で高視聴率を獲得した「平成初恋談義」をレギュラー化した形で落ち着いた。

### レギュラー放送終了後のスペシャル
レギュラー放送終了後も、数か月に一回の割合でスペシャル版が放送された。内容は「爆笑決定版」などという名目で放送され、全てが旧作の総集編としての回や、オール新作コントの回等内容はその都度まちまちであった。1994年1月28日には新作のスペシャルが放送。1994年3月18日には大同窓会スペシャルIIが放送。同年7月22日にもスペシャルが放送された。さらに同年9月23日のスペシャルでは、ゲストにレスリー・ニールセンが出演、志村と映画「裸の銃を持つ男」風に麻薬組織壊滅の日米合同捜査の刑事コントを共演した。1995年4月には、当時放送していた『志村けんはいかがでしょう』、『志村けんのバカ殿様』との合同総集編としてスペシャル放送したこともある。同年9月27日に「10周年スペシャル」を放送し、1996年には「こんなにみせていいの?スペシャル」と題した総集編が放送された。また、当番組の終了と共に丸5年間共演のなかった、いかりや長介と志村がドリフ大爆笑で共演をし、以降1990年代末まで大爆笑内でドリフメンバー5人が全員揃って行うコントも復活した。

### 『志村けんのだいじょうぶだぁ』のその後
志村の冠番組がゴールデン枠から消滅した後、レギュラーだった田代まさしが度重なる不祥事を起こして事実上の芸能界追放となる。ゴールデンで放送を継続していた『志村けんのバカ殿様』も含め、志村の冠番組に田代が出演できなくなり、『志村けんのだいじょうぶだぁ』のスペシャルの放送も途絶えていた。
2005年から深夜枠で継続していた志村の冠番組において『志村けんのだいじょうぶだぁII』が放送を開始し、番組タイトル名は復活という形となった。しかし、放送開始時点でレギュラーメンバーが大きく変更されていたこともあり、関連性はほとんど薄い番組であったが、かつてのだいじょうぶだぁのコントがいくつか再放送されるなど、当時を意識した内容にはなっていた。
そしてこの番組をきっかけに、2007年に約11年ぶりとなる完全新作で単発のスペシャルを開始し、2020年まで放送された（後述）。2009年末にはDVDも発売された。

## テーマ曲
歴代オープニングテーマ
- たかしまあきひこ作曲によるオープニングテーマ（正式楽曲名は「志村のアニメ」）（1987年11月16日 - 1990年3月26日）
  - マンガ太郎（キャラクターデザイン）、エイケン（アニメーション制作）のオープニングアニメ、この代のみ志村を模したアニメキャラが登場する（髪型は志村が1989年にポニーテールに〈秋に戻すもOPが変わる翌4月から戻す〉したので異なる）
- 上記オープニングテーマのアレンジ版（正式楽曲名は「志村のアニメ その2」）（1990年4月9日 - 1991年9月23日）
  - 宇宙を舞台にしたCG
- 上記オープニングテーマの再アレンジ版（正式楽曲名は「志村のアニメ その3」）（1991年10月14日 - 1992年3月）
  - 宇宙を舞台にしたCG。
- 「Security」オーティス・レディング（1992年4月 - 1993年3月）
  - 画面4分割による番組の見所紹介。オープニングでは志村がサングラスを外す直前までのシーンが使われており、エンディングではサングラスを外し、志村が寄り目をしているシーンが使われている。
- 「ワイルドでいこう!」ステッペンウルフ（1993年4月 - スペシャル以降）
  - コント映像のCG演出による番組の見所紹介。

歴代エンディングテーマ
- 「今夜はパラダイス」松本典子（1988年1月18日 - 5月9日）
- 「ちょっとFallin' Love」渡辺美奈代（1988年5月16日 - 6月13日）
- 「SOUL DAFFUNDERS」（1988年6月20日 - 9月26日）
- 「雨と水曜日」松本典子（1988年10月17日 - 24日）
- 「いいじゃない」渡辺美奈代（1988年10月31日 - 12月19日）
- 「愛がなくちゃ、ネッ!」渡辺美奈代（1989年1月16日 - 2月20日）
- 「輝きの描写（スケッチ）」河田純子（1989年2月27日 - 4月24日）
- 「プライベートはデンジャラス」我妻佳代（1989年4月10日）
- 「君の夢のために」河田純子（1989年5月1日 - 15日）
- 「Winterスプリング,Summerフォール」渡辺美奈代（1989年5月22日 - 6月12日）
- 「KISSまで待てない －My World－」石野陽子（1989年6月19日 - 8月14日）
- 「天使が棲む島」松本典子（1989年9月4日 - 10月16日）
- 「恋ロマンス愛 紅一点」渡辺美奈代（1989年10月23日 - 12月18日）
- 「初恋十二単」松本典子（1990年1月8日 - 3月19日）
- 「感じるんです」パンプキン（1990年4月16日 - 7月23日）
- 「恋はタヒチでアレアレア!」森口博子（1990年8月27日 - 11月5日）
- 「たったひとりの恋人」松本典子（1990年11月12日 - 26日）

上記の曲の使用期間中であっても、ゲストコーナーでの歌唱画面にスタッフクレジットを流してそのままエンディングにする場合や、好きになった人のコントで番組が終わる場合もよくあった。また、EDをバックにNGシーンや公開収録トークの続きや誕生祝い、1989年7月10日には田代が収録後衣装を変えずに大慌てでスタジオを離れパラダイスGoGo!!のスタジオに向かいそのまま放送が始まるのを収録現場に置かれたテレビ越しに見守る一部始終が流れた。また、1989年以降毎年8月は一月丸々（1989年は下旬のみ）総集編を流していたが、放送されるコントのリクエスト方法もED中に流していた。
オリジナル楽曲
- 作曲、編曲：たかしまあきひこ（1987年11月 - 1992年3月）
  - オープニングタイトルバック音楽、オープニングテーマ音楽、提供バック音楽、コントコーナーバック音楽、コントラスト（オチ）音楽、コーナー音楽、アタック音を含む

## スタッフ
- 作・構成：松岡孝、柊達雄、鈴木桂、朝長浩之、島崎伸一、岩船俊夫、高橋周二、海老原靖芳
- 音楽：たかしまあきひこ
- アニメイラスト：マンガ太郎
- アニメ製作：エイケン
- 技術：岩沢忠夫
- カメラ：藤江雅和
- 音声：松本政利
- 映像：高瀬義美
- 照明：宮川斌、長川博
- 美術制作：一色隆弘
- デザイン：根本研二
- 美術進行：山根安雄
- 大道具：林光明、樋口謙一
- 装飾：望月富夫、小林茂夫、加川功
- 持道具：山本健史、栗原美智代
- 衣裳：土田清、佐藤孝二
- スタイリスト：うすいゆうこ
- メイク：田川達郎、小島百合子
- かつら：牧野勇、石川享一、佐竹照秀
- 視覚効果：中山信男
- 特殊小道具：光子館
- アクリル装飾：村瀬敏彦、右内庸元、三浦繁
- 生花装飾：佐伯孝夫
- 植木装飾：須田信治
- 電飾：桐ヶ谷幸雄、宇塚敏明
- タイトル：古川広己
- 編集：大林敏明、轟貞治
- MA：大塚大
- 音響効果：戸辺豊
- スタイリスト：うすいゆうこ
- T・K：丸山和子、刑部利恵子
- 技術協力：ニユーテレス、IMAGICA
- 制作協力：ゼブラカンパニー、ワールドミュージック、エクシーズ
- 制作担当：島崎章、川田洋二、山形官市
- 演出補：相沢雅浩、西村英二郎、小池正英、羽根田孝一、小倉肇
- 演出：戸上浩（エクシーズ）、川口誠（フジテレビ）、米谷裕輔
- プロデューサー：井澤健（クレジット表記は1991年まで井沢健）、本居幸治（1990年1月以降、それまではプロデューサー補）
- 企画制作：イザワオフィス

## レギュラー時代のネット局
系列は当番組終了時（1993年9月）のもの。
| 放送対象地域   | 放送局                    | 系列                                         | ネット形態 | 備考        |
| -------------- | ------------------------- | -------------------------------------------- | ---------- | ----------- |
| 関東広域圏     | フジテレビ（CX）          | フジテレビ系列                               | 【制作局】 | 【制作局】  |
| 北海道         | 北海道文化放送（uhb）     | フジテレビ系列                               | 同時ネット |             |
| 岩手県         | 岩手めんこいテレビ（mit） | フジテレビ系列                               | 同時ネット | [ 注釈 37 ] |
| 宮城県         | 仙台放送（OX）            | フジテレビ系列                               | 同時ネット |             |
| 秋田県         | 秋田テレビ（AKT）         | フジテレビ系列                               | 同時ネット |             |
| 福島県         | 福島テレビ（FTV）         | フジテレビ系列                               | 同時ネット |             |
| 新潟県         | 新潟総合テレビ（NST）     | フジテレビ系列                               | 同時ネット | [ 注釈 38 ] |
| 長野県         | 長野放送（NBS）           | フジテレビ系列                               | 同時ネット |             |
| 静岡県         | テレビ静岡（SUT）         | フジテレビ系列                               | 同時ネット |             |
| 富山県         | 富山テレビ（BBT）         | フジテレビ系列                               | 同時ネット |             |
| 石川県         | 石川テレビ（ITC）         | フジテレビ系列                               | 同時ネット |             |
| 福井県         | 福井テレビ（FTB）         | フジテレビ系列                               | 同時ネット |             |
| 中京広域圏     | 東海テレビ（THK）         | フジテレビ系列                               | 同時ネット |             |
| 近畿広域圏     | 関西テレビ（KTV）         | フジテレビ系列                               | 同時ネット |             |
| 島根県・鳥取県 | 山陰中央テレビ（TSK）     | フジテレビ系列                               | 同時ネット |             |
| 広島県         | テレビ新広島（tss）       | フジテレビ系列                               | 同時ネット |             |
| 岡山県・香川県 | 岡山放送（OHK）           | フジテレビ系列                               | 同時ネット |             |
| 愛媛県         | 愛媛放送（EBC）           | フジテレビ系列                               | 同時ネット |             |
| 福岡県         | テレビ西日本（TNC）       | フジテレビ系列                               | 同時ネット |             |
| 佐賀県         | サガテレビ（STS）         | フジテレビ系列                               | 同時ネット |             |
| 長崎県         | テレビ長崎（KTN）         | フジテレビ系列                               | 同時ネット | [ 注釈 39 ] |
| 熊本県         | テレビ熊本（TKU）         | フジテレビ系列                               | 同時ネット | [ 注釈 40 ] |
| 沖縄県         | 沖縄テレビ（OTV）         | フジテレビ系列                               | 同時ネット |             |
| 青森県         | 青森テレビ（ATV）         | TBS系列                                      | 遅れネット |             |
| 山梨県         | 山梨放送（YBS）           | 日本テレビ系列                               | 遅れネット |             |
| 山口県         | テレビ山口（tys）         | TBS系列                                      | 遅れネット |             |
| 高知県         | 高知放送（RKC）           | 日本テレビ系列                               | 遅れネット | [ 注釈 41 ] |
| 徳島県         | 四国放送（JRT）           | 日本テレビ系列                               | 遅れネット |             |
| 大分県         | テレビ大分（TOS）         | 日本テレビ系列 フジテレビ系列 テレビ朝日系列 | 遅れネット | [ 注釈 42 ] |
| 宮崎県         | テレビ宮崎（UMK）         | 日本テレビ系列 フジテレビ系列 テレビ朝日系列 | 遅れネット | [ 注釈 43 ] |
| 鹿児島県       | 鹿児島テレビ（KTS）       | 日本テレビ系列 フジテレビ系列                | 遅れネット | [ 注釈 44 ] |
| 過去           |                           |                                              |            |             |
| 山形県         | 山形テレビ（YTS）         | テレビ朝日系列                               | 同時ネット | [ 注釈 45 ] |
| 岩手県         | テレビ岩手（TVI）         | 日本テレビ系列                               | 遅れネット | [ 注釈 46 ] |
| 高知県         | テレビ高知（KUTV）        | TBS系列                                      | 遅れネット | [ 注釈 47 ] |

### ネット局に関する備考
- レギュラー放送期間中には番組改編期を中心に、19:00から20:54に2時間のスペシャル版も放送されていたが、その中で関西テレビでは19:00から19:30に自社制作番組（当時は「さんまのまんま」）の放送を優先していたため、1時間30分の短縮版として放送され、コーナーによっては見られない部分が発生する事態となってしまった[注釈 48]。

## 再放送

### CS
CS放送では1997年よりファミリー劇場（以下、ファミ劇）で放送開始。1998年5月に『ドリフ大爆笑』の放送開始に伴い一旦終了した後、1999年12月から2001年まで特番を除く通常回を週に2回放送し、こちらも初回から最終回まで放送。以後も『ドリフ大爆笑』との入れ替わり、もしくは並行の形で放送し、2003年5月と12月には特番を計4回分放送。また、2006年10月から2010年9月中旬（後述）まで通常回を再放送した。
ファミ劇での2006年からの放送は、本放送当時のオリジナルを基本的に尊重し、田代まさしの出演分（放送開始の時点で田代は服役中であった）や放送当時に流れていた募集告知（一部の回ではボカシ処理されている場合がある）も含んで作品を放送している。このため、2009年途中までは本編開始前に「この番組は制作された当時のまま放送しております。テロップなどの表記は制作当時のものです」という一枚画テロップを付加して放送していた（後述）。
2009年途中より、個人情報保護の観点から、前述の通りオリジナルを尊重しつつ、以下のように本編の一部を加工して放送。一枚画テロップも変更された。
- 「人間ルーレット」での、はがき抽選当選者を松本がはがきを持ってカメラに向かって写していた場面でのモザイク処理。この手法は、『夜のヒットスタジオ』のフジテレビTWO[注釈 50]における再放送でも行なわれている。
- スタッフロールの後にあった「視聴者プレゼント当選者発表」部分のカット。

なお、末期はOPのSEが変更されておりYoutube版もそれを継承している。
また、2009年8月に発生した酒井法子の覚醒剤使用容疑により、同年10月以降一部放送回が欠番扱いとなったが、2010年9月からは放送可能となっていた。
2010年9月の時点で、日曜夜の初回レギュラー放送分は完結間近であり、同月には拡大版を日曜午後の枠に集めた集中放送や、放送1回目からの再放送がスタートしていた。しかし、同月16日に田代がコカイン使用容疑により再び逮捕されたことで、翌々日以降田代が出演する全番組の放送が自粛され、同じイザワオフィスが権利を持ち、ファミ劇でも放送実績がある『ドリフ大爆笑』や『志村けんの失礼しまぁーす!』に順次差し替えられている。また、この一件により一時的にコンテンツ不足が発生したため、ファミ劇では『けんちゃんのオーマイゴッド』や『志村Xシリーズ』、『志村けんのバカ殿様』等の放送権を追加購入し、順次ラインナップに追加している。
放送時間
- 毎週日曜日 22:00 - 24:00（サンデー志村けん劇場内にて2本連続放送）
- 日曜日の20:30からは『ドリフ大爆笑』が放送されているため、20:30から24:00まで3時間半に渡り志村の番組を楽しめる[注釈 51]。
- かつては定時（2009年4月の時点で毎週月曜日 27:00 - 29:00）で再放送を行っていたが、2009年秋の編成見直しに伴い廃止された。ただし、再放送そのものは不定期で行われてはいた。

### 地上波
2000年の大晦日に放送された特別番組『FNS年末スペシャル フジテレビにしか出来ない20世紀の黄金バラエティ大全集!』にて、当番組も1コーナーとして放送されたが、田代の登場シーンはカットされていた。
『志村けんのだいじょうぶだぁII』では、一部の傑作コントが放送されており、こちらでも上記同様、田代の出演分はカットされていた。その後、様々な諸事情によって放送できるコントが減少し、自然消滅する形となった。
2025年2月24日に、特別番組『国民が選ぶ! 志村けんの爆笑コントベスト30』が放送され、『志村けんのだいじょうぶだぁ』からも封印状態にあった田代も出演する当時のコントが多数紹介された。

## DVD
2009年12月16日に、初のDVD化となる『志村けんのだいじょうぶだぁ BOXI だっふんだ編』、2010年1月6日に『BOXII ウンジャラゲ編』が発売された（ともに発売元はポニーキャニオン）。発売前に田代が志村に謝罪を終えたこともあり、これらには田代の出演シーンもカットせず収録されている。ただしメインコーナーであった「クイズなんだろな」や「人間ルーレット」は未収録である。

## YouTube
2020年3月29日に志村が死去したことを受けて、番組の版権を持つイザワオフィスは4月18日から2021年4月17日までの1年間限定で、同社のYouTubeチャンネルで、レギュラー放送時代の本番組のコントを再編集した動画10本を公開した。イザワオフィス曰く「諸事情により、テレビなどで目にしていただく機会がなく、今後についても、残念ながら限りなくゼロに近い状況」との理由によるもので、1本目の動画のみ広告無しの無料公開とし、2本目以降の動画視聴による収益は日本赤十字社に寄付することとした。動画では、CS再放送版やDVDと同様、田代まさしが出演するシーンもカットされずに公開された。なお、8本目の動画の公開後、YouTubeの規約に抵触する可能性のある卑猥な表現が確認されたため、配信を一時停止し該当部分が修正された。字幕は日本語に加えて英語・中国語（台湾）が設定されたほか、日本語字幕には本放送当時に生まれていなくリアルタイム視聴が出来ずボケが理解出来ないであろう世代へボケなどの解説も挿入された。
当初の予定通り、2021年4月17日で動画公開を終了した。なお、公開終了時点の最終収益のうち、日本赤十字社への寄付総額は10,084,330円となった。

## 単発スペシャル
以下は、2007年から2020年まで不定期放送されていた単発スペシャルについて述べる。基本的には『志村けんのだいじょうぶだぁII』以降続く志村けんの深夜コント番組のスペシャル版とも言うべき内容で、コーナーや出演者が共通している場合が多かった。

### 放送データ一覧
| 回数   | 放送日                   | 放送時間（JST） | 放送タイトル                                                                     | 備考 |
| ------ | ------------------------ | --------------- | -------------------------------------------------------------------------------- | --- |
| 第1回  | 2007年8月14日（火曜日）  | 19:00 - 20:54   | 志村けんのだいじょうぶだぁ 20周年記念スペシャル                                  | 『カスペ!』枠にて放送。 実質的には『だいじょうぶだぁII』ゴールデンスペシャル版という形であり、 同番組のレギュラーメンバーによる新作のショートコントが中心であった。 また、同番組内のメインコントである「志村運送物語」もゴールデンタイムで初めて放送された。 さらに、レギュラー時代のコントキャラである 変なおじさん・ひとみばあさん・デシ男・いいよなおじさん・芸者コントなど完全新作コントで放送。                                                                                  |
| 第2回  | 2008年3月25日（火曜日）  | 19:00 - 20:54   | 志村けんのだいじょうぶだぁ 笑い一番!春一番!!SP                                   | 2007年の放送が好評を博した為に再度『カスペ!』枠にて放送。 この回の前半は、同年翌4月から放送の水曜深夜番組『志村屋です。』に先駆けて、 同番組内のメインコントである「だんごのしむら屋」の舞台「しむら屋」を経営する2人（志村と優香）の結婚式の長編コントが放送され、 また多数のゲストも出演した。 それに引き続き「だんごのしむら屋」本編の初回が放送された。 後半は新作ショートコントで、 出演者は前回に引き続き『志村けんのだいじょうぶだぁII』のレギュラーメンバーが中心であった。   |
| 第3回  | 2008年10月28日（火曜日） | 19:00 - 20:54   | 志村けんのだいじょうぶだぁ 秋の豪華爆笑SP                                        | 『カスペ!』枠にて放送。 この回は、新作及び水曜深夜枠で放送されたショートコントが中心であった。 コント以外にも、ゲストの小泉孝太郎と上地雄輔が志村と優香に料理を振舞い、 食後に志村らがゲスト2人の作った料理に値段を付けて評価するというトークコーナーも放送されたが、 これは以前同系列で放送されていた同じくイザワオフィス制作の深夜番組『孝太郎Wキッチン』そのものであった。 |
| 第4回  | 2009年6月2日（火曜日）   | 19:00 - 20:54   | 志村けんのだいじょうぶだぁスペシャル バラエティー50周年記念                      | 『カスペ!』枠4度目の放送。 この回はオール新作コントでの構成となり、ハイビジョン制作、ステレオ放送へと切り替わった。 |
| 第5回  | 2010年2月16日（火曜日）  | 19:00 - 20:54   | 志村けんのだいじょうぶだぁスペシャル                                             | 『カスペ!』枠5度目の放送。 前回同様、オール新作コントでの構成となった。 |
| 第6回  | 2010年6月9日（水曜日）   | 19:00 - 20:54   | 志村けんのだいじょうぶだぁ 笑わせちゃうぞ!!スペシャル                            | この回は別枠（水曜19:00 - 20:54）での放送となった。 内容はこの2007年以降のシリーズで放送された傑作コントの一部を再放送した。 他にも、レギュラー放送時代で放送された変なおじさんのコントの中から傑作登場シーンを集めた「変なおじさん特集」のコーナーも放送された。 |
| 第7回  | 2010年9月7日（火曜日）   | 19:00 - 20:54   | 最新作!! 志村けんのだいじょうぶだぁ 暑さ忘れて大爆笑 暑いの暑いのとんでいけー!SP | 『カスペ!』枠6度目の放送。 この回は再びオール新作コントでの構成となった。 |
| 第8回  | 2011年2月8日（火曜日）   | 19:00 - 20:54   | 志村けんのだいじょうぶだぁ バレンタインプレゼントスペシャル                      | 『カスペ!』枠7回目の放送。 この回もオール新作コントでの構成となったが、後半は深夜枠で放送中の『志村軒』が初めて全国のゴールデンタイムで放送された。 |
| 第9回  | 2011年9月6日（火曜日）   | 19:00 - 20:54   | 志村けんのだいじょうぶだぁ みんな笑顔でがんばろうスペシャル                      | 『カスペ!』枠8回目の放送。 この回もオール新作コントでの構成。 |
| 第10回 | 2012年2月21日（火曜日）  | 19:00 - 20:54   | 志村けんのだいじょうぶだぁ 楽しくゆかいなブラリ旅スペシャル                      | 『カスペ!』枠9回目の放送。 この回は従来のコントメインではなくロケ企画メインの番組構成で、伊豆・広島・北海道を旅した。志村が、旅の随所で変なおじさん・ひとみばあさん・バカ殿様のキャラクターになった。 |
| 第11回 | 2012年8月21日（火曜日）  | 19:00 - 20:54   | 志村けんのだいじょうぶだぁ 楽しい楽しい夏休みスペシャル                          | 『カスペ!』枠10回目の放送。 台湾の旅とコントの2本立てで、深夜枠『志村劇場』同様の構成。出演者も共通しており、コントのセットも『志村劇場』のものを援用している。 |
| 第12回 | 2013年2月26日（火曜日）  | 19:00 - 20:54   | 志村けんのだいじょうぶだぁスペシャル                                             | 『カスペ!』枠11回目の放送。 「いくら?DEショー!」（クイズコーナー）とコントの2本立て。 |
| 第13回 | 2013年9月3日（火曜日）   | 19:00 - 20:54   | 志村けんのだいじょうぶだぁ 残暑お見舞い申し上げますSP                            | 『カスペ!』枠12回目の放送。 この回は第9回以来のオール新作コントの構成となった。 |
| 第14回 | 2014年3月25日（火曜日）  | 19:00 - 20:54   | 志村けんのだいじょうぶだぁ 春休みスペシャル                                      | 『カスペ!』枠13回目の放送。 オール新作コントの構成。前半一部、遠藤聖大関とのトークコーナーもあった。 |
| 第15回 | 2014年6月17日（火曜日）  | 19:00 - 20:54   | 志村けんのだいじょうぶだぁスペシャル                                             | 『カスペ!』枠14回目の放送。 オール新作コントの構成。単発スペシャルでは初となるシリーズコント「爆笑!志村爺様ファミリー」が放送。 |
| 第16回 | 2014年12月2日（火曜日）  | 19:00 - 20:54   | 志村けんのだいじょうぶだぁ 超豪華ゲスト祭り                                      | 『カスペ!』枠15回目の放送。 この回は2010年以降の回で放送された傑作コントの一部を再放送した。この回をもって『カスペ!』枠での放送は終了となった。 |
| 第17回 | 2015年4月29日（水曜日）  | 19:00 - 20:54   | 志村けんのだいじょうぶだぁ ゴールデンウィークスペシャル                          | 『カスペ!』終了後最初の放送。 新作コントと演芸コーナーの2本立て。 |
| 第18回 | 2015年7月21日（火曜日）  | 19:00 - 20:54   | 志村けんのだいじょうぶだぁ 夏休みスペシャル                                      | オール新作コントの構成。 第15回に続き「爆笑!志村爺様ファミリー」が放送。 この回から火曜日の放送は全編ローカルセールス枠での放送となり、関西テレビはこの回から火曜日のみ原則非ネットとなった。 北海道文化放送・関西テレビ・テレビ西日本・テレビ宮崎除く24局ネットで放送。 北海道文化放送・関西テレビは後日振替放送。 |
| 第19回 | 2015年9月30日（水曜日）  | 19:00 - 20:54   | 志村けんのだいじょうぶだぁ 30周年に向かってスペシャル                            | 傑作選。 レギュラー時代・単発スペシャル時代も含めた総集編を放送。 |
| 第20回 | 2015年11月25日（水曜日） | 19:00 - 20:54   | 志村けんのだいじょうぶだぁ お茶の間に笑顔をSP                                    | オール新作コントの構成。 前々回に続きシリーズコント「爆笑!志村爺様ファミリー」が放送。 『志村の時間』レギュラー陣が加わる。 |
| 第21回 | 2016年3月15日（火曜日）  | 19:00 - 20:54   | 志村けんのだいじょうぶだぁ 春だ祭りだスペシャル                                  | トークコーナーと新作コントの2本立て。 前半にはシリーズコント「爆笑!志村爺様ファミリー」や 北島三郎とタカアンドトシとのトークコーナー、 後半には変なおじさん・ひとみばあさん・デシ男などのおなじみのキャラのコントや 博多華丸・大吉とハリセンボンとのトークコーナーが放送。 関西テレビ・テレビ西日本・テレビ宮崎・鹿児島テレビ・沖縄テレビを除く23局ネットで放送。 関西テレビ・鹿児島テレビ・沖縄テレビは後日振替放送。                                                                |
| 第22回 | 2016年8月3日（水曜日）   | 19:00 - 20:54   | 志村けんのだいじょうぶだぁスペシャル                                             | 新作コントと傑作選を混ぜた構成。 |
| 第23回 | 2016年11月29日（火曜日） | 19:00 - 20:54   | 志村けんのだいじょうぶだぁ みんなで見てねスペシャル                              | オール新作コントの構成。 関西テレビ・テレビ西日本・サガテレビ・テレビ長崎・テレビ宮崎を除く23局ネットで放送。 関西テレビは後日振替放送。 |
| 第24回 | 2017年3月15日（水曜日）  | 19:00 - 20:54   | 志村けんのだいじょうぶだぁ ドリフみんな大集合スペシャル                          | 高木ブー・仲本工事・加藤茶がゲスト出演して、 ザ・ドリフターズが12年ぶりに揃ってテレビ出演を果たした。 ザ・ドリフターズが久しぶりに新作コントを披露したり、トークコーナーも行われた。 |
| 第25回 | 2017年8月16日（水曜日）  | 19:00 - 20:54   | 志村けんのだいじょうぶだぁ 夏休みドリフだョスペシャル                            | 前回に引き続き、再び、高木・仲本・加藤がゲスト出演して、 ザ・ドリフターズが再集結して、 『ドリフ大爆笑』での一部の傑作コントや思い出トークを展開した。 なお、ドリフのパート以外の変なおじさん・ひとみばあさん・デシ男などのコントは 全て過去の傑作選だった。 |
| 第26回 | 2017年11月21日（火曜日） | 19:00 - 20:54   | 志村けんのだいじょうぶだぁ 笑顔でファミリースペシャル                            | オール新作コントの構成。 前々回・前回に引き続き、ザ・ドリフターズから加藤茶がゲスト出演。 コント以外ではゲストとのトークコーナーとして、 加藤茶&橋本マナミ・柴田理恵&足立梨花の2本立てで行われた。 加藤&橋本では加藤の名ギャグ誕生のきっかけなど、 柴田&足立はコント制作の裏側などを明かされた。 また、単発スペシャル時代では初回からレギュラー出演していた 優香・肥後克広・上島竜兵が揃って出演しなかった。 関西テレビ・沖縄テレビを除く26局ネットで放送。沖縄テレビは後日振替放送。 |
| 第27回 | 2018年4月18日（水曜日）  | 19:00 - 21:00   | 志村けんのだいじょうぶだぁ 春!笑いのお祝いスペシャル                             | オール新作コントの構成。 前半には若手芸人5組のネタコーナーが行われて、 後半にはレギュラー陣とゲストのトークコーナーが行われた。 肥後と上島が復帰。 この回より20時台スポットタイム廃止に伴い、21:00までの放送（一部地域は20:54飛び降り）に変更。 |
| 第28回 | 2018年8月14日（火曜日）  | 19:00 - 21:00   | 志村けんのだいじょうぶだぁ 真夏の暑気笑いスペシャル                              | オール新作コントの構成。 一部地域は20:54飛び降り。 北海道文化放送・仙台放送・東海テレビ・関西テレビ・テレビ西日本・テレビ宮崎を除く22局ネットで放送。 北海道文化放送・仙台放送・東海テレビは後日振替放送。 |
| 第29回 | 2018年9月19日（水曜日）  | 19:00 - 21:00   | 志村けんのだいじょうぶだぁ 30周年記念コント大爆笑スペシャル                      | 傑作選。 一部地域は20:54飛び降り。 |
| 第30回 | 2019年2月27日（水曜日）  | 19:00 - 21:00   | 志村けんのだいじょうぶだぁ 春一番爆笑スペシャル                                  | オール新作コントの構成。 一部地域は20:54飛び降り。 |
| 第31回 | 2019年8月14日（水曜日）  | 19:00 - 21:00   | 志村けんのだいじょうぶだぁ たのしい夏休みスペシャル                              | オール新作コントの構成。 一部地域は20:54飛び降り。 |
| 第32回 | 2020年3月4日（水曜日）   | 19:00 - 21:00   | 志村けんのだいじょうぶだぁ 笑いで頑張れニッポンSP                                | オール新作コントの構成。 志村はこの放送の25日後の同29日に死去したため、志村けん生前最後の放送と共に最後の新作コントの放送である。 一部地域は20:54飛び降り。 |
| 第33回 | 2024年3月20日（水曜日）  | 19:00 - 21:00   | 志村けん&ドリフの爆笑コント祭り                                                  | 番組タイトルに本番組名が付加されていないものの 番組のオープニングやCM前後のジングルで本番組のOP曲「ウンジャラゲ」が使用されているため本番組がベースとなる。 本番組を中心に『ドリフ大爆笑』『志村けんのバカ殿様』の各番組の志村がメイン出演する傑作コントを放送。 また、当初は同年1月1日に放送予定だった『ドリフに大挑戦スペシャル』の振替放送として同年1月11日に放送されたが、その放送分での未放送部分のコントも放送。 一部地域は20:54飛び降り。                                      |
| 第34回 | 2025年2月24日(月曜日)    | 18:11- 21:00    | 国民が選ぶ！志村けんの爆笑ベストコント30                                         | 志村けんのだいじょうぶだぁ、志村けんのバカ殿様、ドリフ大爆笑からスタッフが選んだ30のコント作品を視聴者が投票した結果をランキングで発表。その他ゲストコント特集を放送。田代まさし時代のコントが久しぶりに放送された。 |

### 初登場のコント
志村が扮する「変なおじさん」「ひとみばあさん」「デシ男」「いいよなおじさん」の他に「お花坊」「芸者」などのレギュラー時代の人気コントが、ゲストを交えてのリメイクで復活し、さらに以下の新作コントも登場した。
志村社長とキャバ嬢優香
元々は、水曜深夜枠のレギュラー番組『変なおじさんTV』『志村流』『志村塾』『志村通』にて不定期に放送していたコントで、志村扮する社長と優香扮するキャバ嬢の2人が中心のコント。優香が社長の志村に甘い声でねだり、志村が大金を支払わされるオチに繋げているパターンで定着している。この中で、優香は志村のことを「けんちゅわん」と呼ぶ。なお、冒頭で流れる曲はMuggsy Spanierの「Feather Brain」であり、『志村屋です。』などで優香がキャバ嬢のような声、もしくはこのキャバ嬢に扮した際にも流れる。

志村運送物語
第1回の『20周年スペシャル』で放送されたコメディコント。

だんごのしむら屋
第2回の『笑い一番!春一番!!SP』で放送されたコメディコント。

志村軒
第8回の『バレンタインプレゼントスペシャル』で放送されたコメディコント。

爆笑!志村爺様ファミリー
第15回・第18回・第20回・第21回で放送されたシリーズコント。
爺さん（けん）、母さん（優香）、父さん（克広）、長女（華子）、長男（竜兵）の5人の志村ファミリーが繰り広げるドタバタ生活コント。

### 出演者
レギュラー
- 志村けん◎●
- 肥後克広（ダチョウ倶楽部）◎●
- 上島竜兵（ダチョウ倶楽部）◎●
- 磯山さやか◎●
- 多岐川華子◎●
- 高嶋香帆◎●
- 加島ちかえ◎

準レギュラー
- 寺門ジモン（ダチョウ倶楽部）◎
- 野呂佳代
- 澤部佑（ハライチ）●
- 橋本マナミ●
- 乾き亭げそ太郎
- 安藤なつ（メイプル超合金）
- 大悟（千鳥）◎●

過去のレギュラー
- 森下千里
- 夏川純●
- 島崎和歌子●
- チェン・チュー●
- ハリセンボン●
- タカアンドトシ（タカ・トシ）◎
- 小林恵美●
- 谷澤恵里香●
- みひろ●
- 原幹恵（『爆笑!! - 』から）
- 森下悠里●
- 尾崎ナナ
- 優香● - 単発スペシャル時代の初回の2007年8月放送分から2016年8月放送分まで約9年間に渡って出演した。
- 池田夏希◎
- 丸高愛実◎●
- 夏目花実◎

※◎印は志村ファミリー（志村死去時点）のメンバー、●印は『志村けんのだいじょうぶだぁII』以降、志村主演の深夜番組のレギュラー。

## 志村けん追悼番組
2020年3月29日に志村が死去したことを受けて、同年4月1日の19:00 - 21:00（JST）に『志村けんさん追悼特別番組 46年間笑いをありがとう』がフジテレビ系列で生放送された。司会はフジテレビアナウンサーの三宅正治と西山喜久恵が担当した。ゲストに、ザ・ドリフターズの高木ブー・仲本工事・加藤茶、研ナオコ、いしのようこが出演した。
本番組を含め、ザ・ドリフターズとして出演の『ドリフ大爆笑』と志村が担当した『志村けんのバカ殿様』といった志村出演の3つのコント番組のそれぞれの傑作コントを振り返った。なお、本番組の2017年3月15日放送回で高木･仲本･加藤の3人を迎えて行ったコントも一部取り上げられたが、この特別番組ではドリフメンバーで行ったコントとして『ドリフ大爆笑』のコント扱いとなっていた。
番組では、上記の3番組の傑作コント以外にゲスト出演者による志村とのコントでの思い出や、裏側のトークも展開された。番組終盤には、ザ・ドリフターズの加藤茶が志村への贈る言葉として弔辞を読み上げた。エンディングではスタッフロール以外に、「志村けんの番組に出演してくださった皆様」として田代まさしを除く、上記の3番組の主な歴代出演者が流れた。そして、番組の最後には「志村けんさん楽しい笑いをありがとうございました 安らかにおやすみください。」のテロップが表示された。
平均視聴率は21.9%（関東地区）。瞬間最高視聴率は20:48の27.3%だった。また、関東地区以外の日本各地区でもそれぞれ高視聴率を記録した。